# 英雄伝説 軌跡シリーズの年表
英雄伝説 軌跡シリーズの年表では日本ファルコムのコンピュータRPGシリーズである〈英雄伝説 軌跡シリーズ〉の架空世界における出来事を、年表形式に掲載する。なお、「七耀暦」は作品中で使われる架空の暦である。
おおまかな時代区分としては、《大崩壊》から七耀教会登場までの《暗黒時代》と呼ばれる時代（七耀暦1年頃 - 500年頃）、七耀教会がもたらした秩序による安定期（500年頃 - 1100年頃）、《導力革命》以降（1150年以降）の3つに分けられる。

## ゲーム本編の時系列
2021年現在の最新作「黎の軌跡」までの軌跡シリーズ各作品の本編は、七耀暦1202年から1208年の間のいずれかの時点を舞台にしている（下表参照）。
| 七耀暦 | 七耀暦               | 舞台となる国 | 舞台となる国 |
| 七耀暦 | 七耀暦               | リベール王国 | リベール王国 |
| ------ | -------------------- | --- | --- |
| 1202年 |                      | 『空の軌跡FC』 『空の軌跡SC』 | 『空の軌跡FC』 『空の軌跡SC』 |
| 1203年 |                      | 『空の軌跡SC』（1月 - 3月） | 『空の軌跡SC』（1月 - 3月） |
| 1203年 | 『空の軌跡 the 3rd』 | | |
| 七耀暦 | 七耀暦               | クロスベル自治州 | エレボニア帝国 |
| 1204年 | 1月                  | 『零の軌跡』 序章「特務支援課」 | |
| 1204年 | 2月                  | 第1章「神狼たちの午後」 | |
| 1204年 | 3月                  | 第2章「金の太陽、銀の月」 | 『閃の軌跡』 序章「トールズ士官学院」 |
| 1204年 | 4月                  | 第3章「クロスベル創立記念祭」 インターミッション「キーア」 | 第1章「新学期～初めての実習～」 |
| 1204年 | 5月                  | 第4章「忍び寄る叡智」 終章「クロスベルの一番長い日」 | 第2章「麗しき翡翠の都」 |
| 1204年 | 6月                  | | 第3章「鉄路を越えて～蒼穹の大地～」 |
| 1204年 | 7月                  | | 第4章「緋の帝都～夏至祭～」 |
| 1204年 | 8月                  | 『碧の軌跡』 序章「Dの残影」 第1章「予兆～新たなる日々」 第2章「西ゼムリア通商会議」 | 第5章「動き始めた意志」 |
| 1204年 | 9月                  | 『暁の軌跡』 『碧の軌跡』 インターミッション「束の間の休息」 第3章「胎動～獣たちの謝肉祭」（～10月） | 第6章「黒と銀～鋼都動乱～」 幕間「帰郷～迷いの果てに～」 |
| 1204年 | 10月                 | 第4章「運命のクロスベル」 | 終章「士官学院祭、そして――」 |
| 1204年 | 11月                 | 断章「偽りの楽土を越えて」（～12月） | 『閃の軌跡II』 序章「帰郷～失意の果てに～」 |
| 1204年 | 12月                 | 終章「それでも僕らは。」 | 第I部「灰色の戦記」 幕間「白銀の巨船」 第II部「紅き翼～目覚める獅子たち」 終章「ただひたすらに、前へ」                                                                           |
| 1205年 | 3月                  | 『閃の軌跡II』 外伝「クロスベル占領」 | 後日譚「冬の終わり」 |
| 1206年 | 4月                  | | 『閃の軌跡III』 序章「春、ふたたび」 第1章「再会～白亜の旧都～」 |
| 1206年 | 5月                  | 『閃の軌跡III』 第2章「相克のクロスベル」 | 『閃の軌跡III』 第2章「相克のクロスベル」 |
| 1206年 | 6月                  | | 第3章「鋼の鼓動～海都繚乱～」 |
| 1206年 | 7月                  | | 第4章「赫奕たるヘイムダル」 終章「誰がために鐘は響く」 |
| 1206年 | 8月 - 9月            | 『閃の軌跡IV』 | 『閃の軌跡IV』 |
| 1207年 | 2月                  | 『創の軌跡』 Prologue「クロスベル解放作戦」 | |
| 1207年 | 3月                  | Chapter 1「再独立の日」（ロイド） Chapter 2「亡失われた魂」（ロイド） Chapter 3「幻想を越えて」（ロイド） Chapter 3「追憶〜掴んだ光」（《C》） Chapter 4「甦る意志-黒の包囲戦-」（ロイド） Chapter 4「零の邂逅」（リィン） Chapter 4「エリュシオン」（《C》） Last Chapter「終焉、そして創まり」 | Chapter 1「雪解けの帰郷」（リィン） Chapter 1「出会いの夜」（《C》） Chapter 2「緋き都の影」（リィン） Chapter 2「《C》─闇、蠢く─」（《C》） Chapter 3「暴かれし蒼穹」（リィン） |
| 七耀暦 | 七耀暦               | カルバード共和国 | カルバード共和国 |
| 1208年 | 8月 - 12月           | 『黎の軌跡』 | 『黎の軌跡』 |

## 七耀暦以前
- 女神が人に《七の至宝（）》を授ける[5][注 9]。人は至宝ごとに七派に分かれ、それぞれの理想を追求する[6]。

## 七耀暦

### 大崩壊
ゲーム本編の時代のおよそ1200年前で、七耀暦の紀元となる時期に、《七の至宝》が失われ、ゼムリア文明（古代ゼムリア文明）という超古代文明が崩壊した。（《大崩壊》）
- 《空》を司る至宝「輝く環（）」は、セレスト・D・アウスレーゼら《封印機構》により、空中都市《リベル＝アーク》ごと封印される[6][8]。
- 《幻》を司る至宝「虚ろなる神（）」は、至宝自らの意思で消滅[9]。以降1200年間に渡り、錬金術師の一族が至宝の再現を試みる[9][10]。
- 《焔》を司る至宝「紅い聖櫃（）」と《大地》を司る至宝「巨の黒槌（）」は、それぞれの至宝を奉じる人々の望みを聞き届けて互いに争い、相討ちとなり消滅[11][12][注 10]。《焔》と《大地》の激突により生まれて残された《巨イナル一（）》は封印が試みられたが失敗したため、その力の制御が試みられ、7体の《騎神（）》として分割して管理されることとなる[12]。

### 暗黒時代
《大崩壊》の後、ゼムリア大陸では大小さまざまな国家、勢力による戦いが約500年間続き、作品中ではこの時代は《暗黒時代》と呼ばれている。
1年頃
- 《空の女神》エイドスを奉じる七耀教会がアルテリアの地から大陸各地に遣わされる[13][12][注 12]。
- ヴァレリア湖の湖畔でセレスト・D・アウスレーゼらが定住を始める[16][注 13]。
- 《焔》の眷属と《大地》の眷属は和解し[19]、調停者アルノールによって、エレボスの地における復興拠点としてヘイムダルが築かれる[13][注 14]。（エレボニア帝国の建国）
  - エレボスの地の災厄を御するために《焔の聖獣》ローゼリアと焔の一族の長は融合し、新たな存在となる[23][注 15]
  - 調停者アルノールが古代遺物である因果律記述機関《AZOTH（）》を起動する[22]。以後、《AZOTH》はエレボニア帝国を中心にゼムリア大陸の因果律を見守り、《黒の史書》として存在が伝わっていく。

81年
- エレボニア帝国のヘイムダルにおいて、七耀教会の大聖堂（ヘイムダル大聖堂）が建立され、以後、ヘイムダルは「帝都」と呼ばれ始めるようになる[13][注 16]。

82年
- ヴァレリア湖南東の湖畔に、七耀教会の大聖堂（グランセル大聖堂）が建立される[注 17]。

300年頃
- リベール王国が建国される[注 19][注 20]。
- エレボニア帝国の帝都ヘイムダルにおいて、《暗黒竜》ゾロ＝アグルーガが出現。瘴気に満ちたヘイムダルは瘴気によって満たされ、死の都と化す[24][25]。皇帝アストリウスII世はヘイムダルを逃れ、セントアークに仮の都を置く[注 21]。
  - 《魔女の眷属（）》と《地精（）》は帝都から人々が脱出するのを助け、《魔女》は長であるローゼリアを失う[12]。
  - アストライアは古代遺物《救済の指輪》を使うことで帝都の人々を救って脱出を助け、このことにより後に「奇跡の聖女」と呼ばれるようになる[注 22]。
  - 《暗黒竜》を生み出した《巨イナル一》の呪いの大半は《大地》の聖獣アルグレスが引き受け、その結果、《黒の聖獣》となったアルグレスは自分自身をヘイムダル大聖堂に置かれた《始まりの地》（複製）とともに封印し、帝都北西の地下に転移させる[注 23]。

300年 - 400年
- クロスベルにおいて、錬金術師たちによって《星見の塔》が築かれる[28][注 24]。
- 初代ローゼリアの使い魔が《月冥鏡》によって主の記憶の一部と使命を受け継ぎ、2代目ローゼリアとなる[23][注 25]。

371年
- エレボニア帝国において、皇帝ヘクトルI世が《魔女の眷属》と《地精》の助力を得て、《緋の騎神》テスタ＝ロッサを起動し[12]、《暗黒竜》ゾロ＝アグルーガからヘイムダルを奪還する[24][注 26]。その際、ゾロ＝アグルーガの返り血（瘴気）を浴びたことで、ヘクトルI世は命を落とし、《緋の騎神》テスタ＝ロッサは呪われた存在となり封印される[24][25]。
  - 《地精》は呪われた《緋の騎神》を皇城地下に封印するにあたって協力したのを最後に、《魔女の眷属》に決別を宣言して姿を消す[31][12]。
  - その後、ヘイムダルの廃都の上に《緋の帝都》として知られることになる都が築かれ[24]、バルフレイム宮も建設される[注 27]。
  - 帝都奪還以後150年の間、帝国では、帝権は揺るぎなく確立していく一方で、各地で豪族同士の小規模な戦いが繰り返されるようになり、蒼、紫、灰、銀、金の騎神がそれらの戦いに用いられ始めるようになる[30][注 28]。

500年 - 600年
- ゼムリア大陸西端のブリオニア島の住人たちが島から去る[注 29]。

500年頃
- 七耀教会が歴史の表舞台に登場[35]。教会を中心とした新たな秩序を形成し[1]、暗黒時代の終焉と共に大陸全土で定着する[35][28]。

527年
- エレボニア帝国北部の有力豪族に仕える魔導師の工房で、後の魔煌兵の原型と言える魔導の傀儡（ゴーレム）である《オル＝ガディア》が作成される[30]。

### 中世 - 近代
《暗黒時代》が終わってから《導力革命》が始まる1150年頃までにかけての時代は、作品中では七耀教会の秩序がもたらした安定期とされ、おおまかに「中世」と「近代」に細分化されている。
600年 - 700年
- エレボニア帝国において、海に資源を求めて造船技術が発展[28]。

700年頃
- クロイス家が生み出した《人造生命（）》が《D∴G教団》に託される[38][注 31]。

880年頃
- チビレグナートが誕生[注 32]。

900年 - 1000年
- リベール王国が現在（七耀暦1200年代）の国土に近い形になる。
- クロイス家、銀行業を始める（後のIBC）[注 33]。
- エレボニア帝国において、機織り機や水車が使われ始める[28]。

900年頃
- 七耀教会における《空の女神》の聖像の形が固まり、多くの祭具の定型がこの時期に確立する[1]。
- リベール王国において、手工業が行われるようになる[1]。

942年
- エレボニア帝国レグラムのローエングリン城において、《緋》のローゼリアに導かれたリアンヌ・サンドロットが試練に挑み、《銀の騎神》アルグレオンの《起動者（）》となる[41][12]。

946年
- エレボニア帝国の第三皇子ドライケルス・ライゼ・アルノールがノルドに身を寄せる[注 34]。

947年
- エレボニア帝国において、皇帝ヴァリウスV世が崩御[43]。その数日後、皇太子マンフレートも何者かに暗殺され、帝位を巡って帝国内が内戦状態となる[10][44][43]。（《獅子戦役》の始まり）
  - マンフレート皇太子の死の直後、第四皇子オルトロスが帝都ヘイムダルを掌握し即位を宣言。それを受け、第二皇子アルベルト、第五皇子グンナル、第六皇子ルキウスもそれぞれ即位を宣言する[43]。

949年
- 秋、ノルド高原において、ドライケルス皇子が17名の手勢とともに挙兵[44][42]。

950年
- エレボニア帝国において、ロラン・ヴァンダールが死去[43][注 35]。
- エレボニア帝国のレグラムにおいて、ドライケルスがリアンヌ・サンドロットと出会う[注 36]。

952年
- エレボニア帝国のトリスタの地で、《緋》のローゼリアに導かれたドライケルスが試練に挑み、《灰の騎神》ヴァリマールの《起動者》となる[46][47][注 37]。
- 7月1日、エレボニア帝国の帝都ヘイムダルにおいて、ドライケルス皇子とリアンヌ・サンドロットが《煌魔城》に突入[46]。
- 7月4日、エレボニア帝国の帝都ヘイムダルにおいて、《紅き終焉の魔王（）》と《煌魔城》が封印される[48][49][46][45]。（《獅子戦役》の終結）
  - 最後の戦いで負傷したリアンヌ・サンドロットが《獅子戦役》の終結直後に死去[50][12][注 38]。これにより、サンドロット伯爵家は断絶する[50]。
- エレボニア帝国のトリスタの地で、《灰の騎神》ヴァリマールが再び眠りにつく[注 39]。
- エレボニア帝国において、内戦を制したドライケルス皇子が第73代皇帝として即位[44][注 40]。
  - 即位したドライケルスは「黒の史書」を読んだことで、自らを苦しめる声の正体を知る[47][19][注 41]。
  - ドライケルスはその治世において、法・経済・文化における新制度を導入していき、近代国家の礎を築く[21]。

953年
- エレボニア帝国の《魔女の眷属》の里エリンで、リアンヌ・サンドロットが不死者として蘇る[56][注 42]。その後、リアンヌは外国を放浪する旅に立ち、リアンヌの復活を見届けて領地を任された《鉄騎隊（）》副長シオン・アルゼイドはレグラムに帰る[12]。

970年代
- エレボニア帝国のトリスタにおいて、ドライケルス帝がトールズ士官学院を創立[47][注 43]。

994年
- リアンヌ・サンドロットが晩年のドライケルス・ライゼ・アルノールと再会するとともに、ドライケルスが《黒の騎神》イシュメルガによって苛まれていたことを知る[19][55][注 44]。

1000年頃
- エレボニア帝国において、《夜の眷属（）》による事件が起こる[注 45]。
- 《魔女の眷属》と七耀教会が和解[注 46]。

1075年
- リベール王国のロレント市に、リベール王家、七耀教会、ロレント市の合同で時計台が建立される[62]。

1100年頃
- 財政破綻を起こしていたカルバード王国で民主化革命が起こり、王制が廃され、カルバード共和国が建国される[注 47]。
  - この動乱に際して、《銀（）》によって要人が次々に葬られる[64]。
  - カルバード共和国では社会変革と近代化が急激に進み、国力を増大させていくことになる[21]。

1134年
- エレボニア帝国とカルバード共和国の間で全面戦争が起こる[注 48]。
- クロスベル自治州が成立[注 49]。
- ルバーチェ商会創立[注 50]。

1144年
- クロスベル市において、J・キンドールの設計になる市庁舎が完成する[注 51]。
- クロスベル市のホテル・ミレニアムが開業[注 52]。

### 導力革命以後 - シリーズ本編以前
1150年頃
- C・エプスタインにより導力器（）が開発される[63][注 53][注 54]。（《導力革命》の始まり）
- 遊撃士協会（）が設立される[73][注 55]。

1151年
- ドライケルス・ライゼ・アルノールが転生し、ギリアス・オズボーンが誕生[注 56]。

1153年
- レマン自治州において、ストレガー社創業[注 57]。

1154年
- レマン自治州において、C・エプスタイン死去[77][78]。

1155年
- レマン自治州において、エプスタイン財団設立[78]。
- アルバート・ラッセルがリベール王国に帰国[77]。同時期にG・シュミットはエレボニア帝国に帰国し、L・ハミルトンは僻地への技術振興のための派遣団を組織する[注 58]。

1156年
- 異界の王メア＝ク＝バルウド＝ルアウング（マクバーン）が異世界からゼムリア大陸のある世界に転移し、意図しない融合により人の姿を得る[注 59]。

1157年
- リベール王国のツァイス市において、アルバート・ラッセルとツァイス時計師組合によりツァイス技術工房設立[77]。レマン自治州以外で初めて導力器の製造に成功[78]。

1158年
- エレボニア帝国において、G・シュミットとラインフォルト工房（後のラインフォルト社）が軌道上を走る「導力駆動車」を開発[80]。

1160年
- エレボニア帝国において、ルーレ市 - ザクセン鉄鉱山間を結ぶ貨物鉄道路線が開通[80][注 60]。
- リベール王国の国王エドガーIII世がツァイス技術工房を視察。多額の資金援助がされ、以降、リベール王国において導力器の普及が加速する[77][78][注 60]。
  - アルバート・ラッセルがツァイス技術工房の初代工房長に就任[注 61]。

1162年
- リベール王国において、エドガーIII世が崩御。アリシア・フォン・アウスレーゼが第26代国王アリシアII世として即位[77][注 60]。
- リベール王国のツァイス市において、世界初の導力式時計台が完成[81][注 60]。

1164年
- リベール王国のルーアン市において、可動橋「ラングランド大橋」が落成[77]。
- エレボニア帝国において、雪崩で家族を失ったギリアス・オズボーンがシュバルツァー男爵家に引き取られる[注 62]。

1165年
- エレボニア帝国において、帝都ヘイムダルとルーレ市の間を結ぶ初の旅客鉄道路線が開通[80]。

1168年
- リベール王国において、世界初の導力飛行船《カラトラバ号》が完成[77]。
- 4月初め頃、ギリアス・オズボーンがトールズ士官学院に入学[注 63]。

1173年
- ツァイス技術工房がツァイス中央工房（ZCF）に改名[77]。この年より、ヴェルヌ社、ラインフォルト社への技術供給を開始[77]。

1174年
- クロスベル市において、クロスベル通信社の社屋が完成[注 64]。
- エレボニア帝国とカルバード共和国との間で紛争が起きる[注 65]。

1170年代半ば
- トールズ士官学院に入学したユーゲント・ライゼ・アルノールがアリエル・レンハイムと出会う[85][注 66]。

1175年
- リベール王国において、飛行船公社が設立される。定期飛行船《リンデ号》就航[77]。
- エレボニア帝国において、帝都ヘイムダルと、オルディス、バリアハート、セントアーク、ルーレの4州都全てが鉄道路線で結ばれる[80][注 67]。

1177年
- リベール王国において、定期飛行船《セシリア号》就航[77]。
- 4月1日、オリヴァルト・ライゼ・アルノール（オリビエ・レンハイム）が誕生[63][注 68]。生後、母親のアリエル・レンハイムによりエレボニア帝国辺境のアルスターで育てられ、後に護衛としてミュラー・ヴァンダールが付けられる[85][注 69]。
- ヘルムート・アルバレアの妻と彼の弟の間にルーファス・アルバレアが生まれ、ヘルムート・アルバレアは弟を追放する一方、ルーファスのことは実子として育てる[27][注 70]。

1178年
- 星杯騎士団（）が特殊作戦艇《メルカバ》の運用を開始[87][注 71]。
- 7月1日午後5時45分、ノーザンブリア大公国の公都ハリアスク近郊に《塩の杭》が出現し、大公国に壊滅的な被害をもたらす[87][88][注 72]。（《塩の杭》事件 / 《ノーザンブリア異変》[注 73]）
  - 元首のバルムント大公は異変発生の直後にレミフェリア公国に逃亡[87][91][88]。
  - この事件により、以降はゼムリア大陸北西沿岸の交易が大幅に縮小することになる[90]。
- 7月3日未明、ノーザンブリア大公国において、《塩の杭》による塩化現象が終息[注 74]。
  - 同日午後、大きさが縮小した《塩の杭》が星杯騎士団によって発見、回収される[87][注 75]。
- ノーザンブリア大公国において、七耀教会により人道上の救済が行われ、ゲオルグ・ワイスマンら被災孤児は七耀教会に保護される[87]。
- リベール王国において、移動工房船《ライプニッツ号》竣工[77]。

1179年
- ノーザンブリア大公国で市民革命が発生。大公家が打倒され、大公国が崩壊[87][88]。
  - 後に選挙による民主議会が発足し、ノーザンブリア自治州となる[87][88]。旧大公国の正規軍は外貨獲得のため猟兵団（）となり、猟兵団《北の猟兵》として知られるようになる[87]。

1180年
- リベール王国のツァイス市において、ツァイス中央工房が移転[77][注 76]。
- ゲオルグ・ワイスマンが七耀教会に入信[87][注 77]。
- ハーバート・フィッシャーが釣公師団を設立する[要出典]。

1182年
- アルバート・ラッセルがツァイス中央工房の工房長を退任し、後任としてマードックが工房長に就任する[77]。
- ユン・カーファイが士官学校の特別講師としてリベール王国に招かれる。この際、カシウス・ブライトが八葉一刀流の指南を受ける[注 78]。
- 古竜レグナートが眠りにつく[18][注 79]。

1184年
- 大陸横断鉄道が開通[注 80]。
- クロスベル駅が完成[注 81]。
- クロスベル市、都市計画の第1期プランを開始。以降継続し、1204年には第5期プランが開始される[93]。
- クロスベル自治州において、劇団《アルカンシェル》が創設される[64][注 82]。

1180年代後半
- レミフェリア公国の医科大学で、アルバート・フォン・バルトロメウス、ヨアヒム・ギュンター、セイランド（後の聖ウルスラ医科大学教授）が共に学ぶ[95][注 83]。

1185年
- ツァイス中央工房が自然科学・医療研究部門を新設[77]。
- ゲオルグ・ワイスマンが七耀教会の封聖省に入省し、聖務官に就任[87][注 77]。
- クロスベル自治州で《太陽の大鐘》が発掘され、その後、《クロスベルの鐘》としてクロスベル市の中央広場に設置（移設）される[68][96][注 84]。
- 12月20日、ヨシュア・アストレイが誕生[63][参 8]。

1186年
- エレボニア帝国辺境の駐屯地で、ギリアス・オズボーンがカーシャと運命的な出会いをし、後に結婚する[注 85]。
- 8月7日、エステル・ブライトが誕生[63][参 8][注 86]。

1187年
- 5月、リィン（後のリィン・シュバルツァー）が誕生[注 87][注 88][注 89]。
  - オズボーンの頭に響いていた《黒の騎神》イシュメルガの声は、この時を境にほとんど聞こえなくなる[19]。
  - リアンヌ・サンドロットがドライケルスの転生体であるギリアス・オズボーンを見つける[55]。オズボーンが妻子とともに幸福に暮らしていることを確認して安心しつつ、《黒の騎神》イシュメルガの存在に懸念を覚えたことにより、リアンヌは《盟主（）》の誘いを受けることを決断する[19][55][注 90]。
- カルバード共和国領海において、客船《エテルナ号》の沈没事故が発生。リベール王国のユーディス皇太子夫妻が死去[77]。

1188年
- サラ・バレスタインが猟兵団《北の猟兵》の少年猟兵隊に入る[注 91]。

1189年
- ヘンリー・マクダエルがクロスベル市長に就任[注 92]。
- ノルド高原の山間部において、クロスベル自治州からノーザンブリア自治州に向かう国際飛行船が墜落し、乗員乗客の全員が死亡[101]。ロイド・バニングスの両親、イアン・グリムウッドの妻子、トワ・ハーシェルの両親らが死去[注 93]。
- 大陸中西部のエメローゼ市で、ケビン・グラハムが福音施設《紫苑の家》に入る[注 94]。
- エレボニア帝国のアルスターにおいて、ある貴族に雇われた猟兵によりレンハイム母子が襲撃され、アリエル・レンハイムは死去し、ミュラー・ヴァンダールの働きによりオリビエ・レンハイム（オリヴァルト皇子）のみ助かる[25][注 95]。
- エレボニア帝国において、皇帝が崩御し、ユーゲント・ライゼ・アルノールが第87代皇帝ユーゲントIII世として即位[注 96]。
  - 即位に伴い、ユーゲントIII世はオリヴァルトを息子として公表し、皇宮に住まわせる[85][注 97]。
  - 皇宮勤めの侍女で小貴族出身のプリシラがユーゲントIII世の皇妃となる[79][注 98]。

1190年
- ツァイス中央工房（ZCF）とエプスタイン財団が導力ネットワーク構想を発表[77][78][注 99]。
- ハーヴェイ一座がリベール王国のロレント市を訪れ、シェラザード・ハーヴェイがブライト家と面識を持つ[注 100][注 60]。
- レミフェリア公国の大公妃が死去[注 101]。
- ゲオルグ・ワイスマンが七耀教会の司教に昇叙[87][注 77]。
- 《緋》のローゼリアが2人の愛弟子のため眷属創造の秘術を使い、セリーヌとグリアノスを生み出す[注 102]。これにより、自身は子供の姿となる。

1191年
- サラ・バレスタインが猟兵団《北の猟兵》本隊への参加を認められる[注 103]。
- ランディ・オルランドが猟兵団《赤い星座》にて実戦に参加するようになる[注 104]。

1192年
- 4月、エレボニア帝国の帝都ヘイムダル近郊において、ギリアス・オズボーンの自宅が猟兵により襲撃され、オズボーンの妻カーシャが死去[97][85]。オズボーンは息子のリィンを連れて行方をくらます[97][注 105]。
  - 瀕死となったリィンを助けるため、オズボーンは《黒の騎神》イシュメルガに自らの魂と肉体を捧げ[19]、オズボーンの心臓を移植されたリィンは生き延びる[111][112]。この時点でオズボーンは不死者となる[19][注 106]。
- エレボニア帝国において、リィンがテオ・シュバルツァーに引き取られる[注 107]。
- 4月23日、エレボニア帝国南部のリベール国境近くのハーメル村において、虐殺事件が起こり住人がほぼ全滅する[115][注 108]。（《ハーメルの悲劇》）
  - カリン・アストレイが死去[118]。レオンハルト（レーヴェ）とヨシュア・アストレイは逃げ延び、エレボニア帝国軍によって保護される[118]。
  - ヨハン（アッシュ・カーバイド）は行商人のミゲルによってラクウェルまで運ばれ[119][56]、ラクウェルでの生活を始める[注 109]。
- 4月26日、エレボニア帝国がリベール王国に対して宣戦布告[120][注 110]。（《百日戦役》の始まり）
  - 宣戦布告とほぼ同時に、エレボニア帝国軍の第13機甲師団がリベール王国のハーケン門への攻撃を開始[120][121]。開戦から1ヵ月で、エレボニア帝国軍はグランセル地方とレイストン要塞を除くリベール王国の全領土を占領し、ツァイス市の中央工房も接収する[120]。
- リベール王国のラヴェンヌ村が戦火に巻き込まれ、ミーシャ・クロスナーを含む6名が死去[18]。
- リベール王国のレイストン要塞において、アルバート・ラッセルが警備飛行艇を開発[注 111]。
  - 王国軍大佐カシウス・ブライトは警備飛行艇を用いて各地方の関所を奪還して帝国軍の連絡網と補給を断つ反攻作戦を立案、指揮し成功させ、帝国軍の侵攻を一時的に退ける[117]。
- エレボニア帝国において、行方知れずとなっていたギリアス・オズボーンが姿を現し、ヴァンダイクの仲介でユーゲントIII世に拝謁し、ハーメル事件の全権を任される[97][注 112]。ハーメル事件の真相を調査したオズボーンは、アリシアII世と極秘裏に停戦交渉を進める[121][85][注 113]。
- エレボニア帝国軍の砲撃により、リベール王国ロレント市の時計台が崩壊。この際に娘のエステルをかばったレナ・ブライトが死去[62][注 114]。
- 8月初め、リベール王国領内に侵攻したエレボニア帝国軍が降伏。エレボニア帝国がリベール王国に停戦の申し入れをする[注 115]。（《百日戦役》の終結）
  - 戦後、エレボニア帝国では軍事裁判が行われ、ハーメル事件を引き起こした主戦派将官の全員が極刑となり口封じが行われ、ハーメル村の存在も地図から消される[118][89][注 116]。
- レクター・アランドールがギリアス・オズボーンと出会う[注 117]。
- 11月、クロスベル通信社のマルセル・ニールセンが、《百日戦役》の取材・報道でフューリッツァ賞を受賞[注 118]。
- レーヴェがヨシュア・アストレイをゲオルグ・ワイスマンに預け、結社《身喰らう蛇（）》に入る[注 119][注 120]。
- ギリアス・オズボーンがエレボニア帝国軍を退役する[注 121]。
- リベール王国において、遊撃士協会の支部が王都グランセル以外の都市にも置かれ始める[18][注 122]。

1193年
- 七耀教会の仲介により、エレボニア帝国とリベール王国の間で講和条約が締結される。帝国は正式に謝罪を声明[120]。
- カシウス・ブライトがリベール王国軍を退役し、遊撃士に転向する[注 123]。
- 4月初め頃、オリヴァルト・ライゼ・アルノールとミュラー・ヴァンダールがトールズ士官学院に入学する[注 124]。
- エレボニア帝国において、ギリアス・オズボーンが宰相に就任[注 125]。同時に、伯爵に叙される[128]。
- レクター・アランドールが、エレボニア帝国軍に新設された情報局の準スタッフとなる[121][注 126]。
- ダン・ラッセルが遊撃士を引退し、技師に転向する[130][注 127]。
- ブルブラン、エレボニア帝国において経歴詐称の容疑で逮捕される。その後、奇跡の脱獄を果たし行方をくらます[注 128]。

1194年
- ヘルムート・アルバレア（アルバレア公爵）からギリアス・オズボーンを脅しつける依頼を受けた猟兵団《アルンガルム》がオズボーンの返り討ちにあい、団長のヴァルカン以外の全員が殺害される[注 129]。
  - 後日、ギリアス・オズボーンは事件を仕組んだルーファス・アルバレアと対面し、ルーファスは最初の《鉄血の子供（）》となる[96][注 130]。
- IBCの資産額が大陸一となる[注 131]。
- IBCの本社ビルが移転[注 132]。
- エレボニア帝国政府がジュライ市国に対して、帝国の鉄道路線を同市に延長することを提案し、ジュライ市国はその提案を受諾[注 133]。
- クロスベル自治州において、ノエル・シーカーとフラン・シーカーの父親オズマ・シーカーが任務中の事故により殉職[135][注 134]。
- クロスベル市において、シェリル・スカイが《D∴G教団》に拉致される[注 135]。
- フィーがルトガー・クラウゼルに拾われる[注 136]。
- ハーヴェイ一座が解散する[注 137][注 60]。
- アリアンロードと《銀（）》（先代）が交戦[38][注 138]。
- 結社《身喰らう蛇》と暗殺組織《月光木馬團》が全面衝突し、敗れた《月光木馬團》が消滅[注 139]。結果、《月光木馬團》を失った《死線》のクルーガーらが結社《身喰らう蛇》に加わる[96][注 140]。
- ヨシュア・アストレイが結社《身喰らう蛇》の構成員として活動を始める[注 141]。

1195年
- 3月頃、オリヴァルト・ライゼ・アルノールがトールズ士官学院を卒業し、その際、エレボニア帝国の皇位継承権を放棄することを表明[参 3]。
  - それに伴い、セドリック・ライゼ・アルノールが正式に皇太子となる[参 3]。
- オリヴァルト・ライゼ・アルノールがゼクス・ヴァンダールから武術と兵法の指南をこの年まで受ける[注 142]。
- ジュライ市国において、鉄道路線の爆破事件が発生[90]。
- ゲオルグ・ワイスマンが七耀教会から外法認定され、破門される[87][注 77][注 60]。
- ティオ・プラトーが《D∴G教団》に拉致される[注 143][注 60]。
- ギリアス・オズボーンがジュライ市国を訪問し、同市国のエレボニア帝国への編入を提案[注 144]。
- オーレリア・ルグィンがヴィクター・S・アルゼイドに弟子入りする[注 145]。
- 導力車同士の交通事故で、クレア・リーヴェルトが父、母、弟エミルを失う[89][注 146]。生き残ったクレアに「統合的共感覚」の能力が発現[89]。
- クレア・リーヴェルトがギリアス・オズボーンと出会う[注 147]。
- イソラ・ミルスティンが《黒》のアルベリヒ（フランツの先代）と交戦して相討ちとなり死去する[注 148]。

1196年
- エレボニア帝国において、裁判により、クレア・リーヴェルトの叔父が極刑となる[89][注 149]。
  - リーヴェルト社の本社がパルム市から帝都に移転する[89][注 150]。
  - クレア・リーヴェルトにより、リーヴェルト社の経営権が従業員のモーガンに譲渡される[89][32][注 151]。
  - ミハイル・リーヴェルトが姓を母方のアーヴィングに改める[注 152]。
- カルバード共和国で、レニ・ヘイワース（レン）が《D∴G教団》に拉致される[注 153][注 60]。
- エレボニア帝国のルーレ市において、フランツ・ラインフォルトが卒業制作として懐中時計を作成するとともに、各タイプの《機甲兵（）》の案をノートに記し、後に、どちらもG・シュミットの手に渡る[注 154]。
- エレボニア帝国のルーレ市において、F・ノバルティスからの依頼品回収のためフランツ・ラインフォルトの元を訪れた《告死線域》のクルーガーが、偶然、覚醒した《黒のアルベリヒ》と対峙することになり、「殺害」してしまう[27][19][注 155]。この際、クルーガー自身も瀕死の重傷を負う[96][85]。
  - イリーナ・ラインフォルトがクルーガーを助けて名前を与え、ラインフォルト家のメイドとして雇う[96][注 156]。
- エレボニア帝国のユミルにおいて、リィン・シュバルツァーが鬼の力を発現させる[参 20][参 1][注 157]。
- エリィ・マクダエルの両親が離婚[64][注 158]。
- ユーシス・アルバレアの実母が死去し、ユーシスはアルバレア公爵家に引き取られる[注 159][注 60]。
- エレボニア帝国のカイエン公爵家の公子アルフレッドとその妻が海難事故で死去[91][注 160][注 60]。これにより、アルフレッドの弟のクロワールがカイエン公爵家の後継者となる[61]。
- ヴィータ・クロチルダが《魔女の眷族》の《巡回魔女》に志願し、里を出る[注 161]。
- オーレリア・ルグィンがアルゼイド流の奥伝を修める[注 162]。
- とある遺跡で、オリヴァルト・ライゼ・アルノールと遊撃士が古代遺物《響きの貝殻》を発見する[注 163]。
- 大陸中東部の郷が軍用艇を持ち出した武装商人によって襲撃され、偶然近くに来ていた《西風の旅団》によって撃退される[注 164]。郷のレオニダスは一族が受けた恩義に報いるため団長のルトガー・クラウゼルに忠誠を誓う[116]。
- ゼノがルトガー・クラウゼルの殺害に失敗[注 165]。ゼノは雇い主の組織から追われる身となるが、ルトガー・クラウゼルが組織を全滅させ、ゼノは《西風の旅団》に加わる[116]。
- クロスベル自治州において、マルコーニがルバーチェ商会の5代目会長に就任。この後、これに協力した猟兵団《西風の旅団》の部隊長ガルシア・ロッシがルバーチェ商会に引き抜かれる[注 166][注 60]。
- ジュライ市国がエレボニア帝国に併合される[154][155][90][注 167]。
- ギリアス・オズボーン（ドライケルス・ライゼ・アルノール）がアリアンロード（リアンヌ・サンドロット）と再会する[注 168]

1197年
- ツァイス中央工房（ZCF）が導力演算器《カペル》Ver.1を完成させる[77][注 60]。
- ジュライ市国最後の市長が死去し、その直後にクロウ・アームブラストがジュライ特区を去る[注 169][注 170]。
- ヴィータ・クロチルダが《盟主》に下り、《魔女の眷族》の里を出奔する[注 171]。
- カルバード共和国において、泰斗流のリュウガ師父、弟子のヴァルターとの仕合により死去[注 172]。この後、ヴァルターは出奔し結社《身喰らう蛇》に入る[注 173][注 174][注 175]。
- レンが結社《身喰らう蛇》により《D∴G教団》教団ロッジ《楽園》から救出される[注 176]。
- ヨシュア・アストレイがカシウス・ブライトの暗殺に失敗[62][159][注 177]。
- 《盟主》がレーヴェに魔剣ケルンバイターを、マクバーンに魔剣アングバールを授ける[注 178]
- リベール王国ロレント市の時計台が再建される[161][159][注 60]。
- ヨシュア・アストレイがブライト家の養子になる[161][注 179]。
- ワジ・ヘミスフィアが《聖痕（）》を顕現させる。この後、星杯騎士団に入り、《守護騎士（）》第九位を拝命[注 180][注 60]。
- ケビン・グラハムが星杯騎士団の従騎士を拝命[注 181]。
- リィン・シュバルツァーがユン・カーファイに師事し、八葉一刀流の指南を受け始める[165][166][113][参 20][注 182]。
- アンゼリカ・ログナーが放浪中のキリカ・ロウランに半年ほど同行し、泰斗流の指南を受ける[注 183]。
- エレボニア帝国において、エリオット・クレイグの母親が病死[注 184]。
- クロスベル自治州において、ハロルド・ヘイワースが貿易商として出直す[注 185]。
- リベール王国において、サウル・ジョン・ホールデン死去[注 186]。
- リベール王国において、遊撃士協会による猟兵団の一掃作戦が行われ、王国内の猟兵団が壊滅する[170][注 187]。
- アイナ・ホールデンが遺産相続手続きのためリベール王国の王都グランセルに戻る[170][注 188]。
  - アイナから受けた依頼を解決したことで、シェラザード・ハーヴェイが正遊撃士になる[170]。

1198年
- ゼムリア大陸各地の《D∴G教団》教団ロッジを遊撃士協会と各国の軍隊・警察が襲撃。遊撃士カシウス・ブライトによって総指揮が執られたこの作戦により、教団本体は壊滅する[140][95][172][注 60]。（《D∴G教団》殲滅作戦）
  - アルタイル・ロッジにおいて、ティオ・プラトーがガイ・バニングスにより保護される[139][135][注 189]。
  - アルタイル・ロッジにおいて、ロナード・グリフィンがシェリル・スカイの死亡を確認する[136]。
  - カシウス・ブライトがS級遊撃士に昇格する[注 190][注 191][注 192]。
  - 教団幹部司祭のヨアヒム・ギュンターは難を逃れ、以後、クロスベル自治州に潜伏[173]。
- 大陸中西部のエメローゼ市で、福音施設《紫苑の家》が猟兵団の襲撃を受ける。この事件で、星杯騎士団の正騎士ルフィナ・アルジェントが殉職[注 193]。
  - ケビン・グラハムが《聖痕》を顕現させる。この後、《守護騎士》第五位を拝命[15]。
- 8月22日、エレボニア帝国辺境において、帝国の貴族に雇われた猟兵団《北の猟兵》と企業に雇われた猟兵団《ニーズヘッグ》が交戦[89][注 194]。
  - この戦いでバレスタイン大佐が死亡し、生き延びたサラ・バレスタインはベアトリクス、ナイトハルト、ミュラー・ヴァンダールと面識を得る[89][注 195]。
- サラ・バレスタインが猟兵団《北の猟兵》を抜け、遊撃士になる[注 196]。
- マキアス・レーグニッツの従姉が死去[注 197][注 60]。
- デュバリィがアリアンロードに見出され、以後、師事、臣従する[注 198]。
- ディアナがミルサンテに移り住み、雑貨店を立ち上げて町おこしに貢献する[注 199]。

1199年
- クロスベル市に導力ネットワークが導入され始める[38]。
- ツァイス中央工房が高速巡洋艦《アルセイユ》開発プロジェクトを開始[77]。
- クロスベル自治州の聖ウルスラ病院を退院したティオ・プラトーがガイ・バニングスに伴われてレミフェリア公国に帰国[注 200]。
- クレア・リーヴェルトがトールズ士官学院に入学[注 201]。
- ミルディーヌ・ユーゼリス・ド・カイエンがアストライア女学院の初等部に入学[注 202]。
- クロスベル市の中央広場で運搬車爆発事故が発生。サヤ・マクレイン死去[38][10][注 60]。
- アリオス・マクレインがクロスベル警察を辞職し、遊撃士に転向。これに伴い、クロスベル警察のセルゲイ班が解散となる[注 203]。
  - セルゲイ・ロウ、警察学校に異動[179]。
  - ガイ・バニングス、捜査一課に異動[179]。
- セルゲイ・ロウとソーニャ・ベルツが離婚する[180][注 204]。
- レミフェリア公国において、大公が毒殺される[注 205][注 60]。
- レミフェリア公国において、細菌テロ未遂事件が発生[注 206]。
  - アリオス・マクレイン、遊撃士協会、レミフェリア公国軍が協力し、テロ実行犯の猟兵団《ニーズヘッグ》の《右腕》連隊を壊滅させる[95]。
- レミフェリア公国において、アルバート・フォン・バルトロメウスが大公に即位[注 207][注 60]。
- ラインフォルト社のグエン・ラインフォルトが会長職を追われ、娘のイリーナが新会長に就任する[146][注 60]。
- エレボニア帝国東方国境のガレリア要塞に列車砲2門が配備される[181][注 208]。
- エレボニア帝国において、ミンネスの詐欺によりカプア一家が領地と財産をだまし取られ、リーヴスから去る[182][注 209][注 60]。領地を失ったことにより、カプア家は爵位も剥奪される[106]。
- エレボニア帝国において、クルト・ヴァンダールがパルムを離れ、帝都ヘイムダルに移る[注 210]。
- ヴァンダイクがエレボニア帝国軍を退役し、予備役となる[注 211]。
- フィー・クラウゼルが猟兵団《西風の旅団》にて実戦に参加するようになる[注 212]。

1200年
- カール・レーグニッツがエレボニア帝国の帝都庁長官（帝都知事）に就任[注 213]。
- キリカ・ロウランが遊撃士協会ツァイス支部の受付になる[注 214]。
- 星杯騎士団が《D∴G教団》残党のロッジのひとつを制圧[注 215]。
- 9月、アッシュ・カーバイドの育ての母親エレンが腫瘍により死去[注 216]。

1201年
- リベール王国軍のアラン・リシャールが、情報部の設立を提案[5][注 60]。アリシアII世の承認の下、アラン・リシャールを初代指揮官として、同年中にリベール王国軍に情報部が発足[5]。
  - レーヴェが「ロランス・ベルガー少尉」としてリベール王国軍情報部にスカウトされる[注 217]。
- トールズ士官学院を卒業したクレア・リーヴェルトが鉄道憲兵隊に入隊し、ミハイル・アーヴィングと再会する[185]。
- ノエル・シーカーがクロスベル警備隊に入隊する[注 218]。
- 5月、クローゼ・リンツがジェニス王立学園に編入する[186]。
- レクター・アランドールがジェニス王立学園を退学[123][注 219][注 220]。帰国後、レクター・アランドールはエレボニア帝国軍情報局の正スタッフとなるとともに、《鉄血の子供たち》の一人となる[121]。
- クロスベル市において、ガイ・バニングスが殉職[83][187][注 221]。
  - 兄を失ったロイド・バニングスはカルバード共和国の叔父の下に身を寄せる[68][124]。
- ティオ・プラトーがレミフェリア公国の実家から家出をする[注 222]。その後、エプスタイン財団の発足したばかりの魔導杖開発チームにスカウトされ、レマン自治州の財団本部に移る[139]。
- ランディ・オルランドが猟兵団《赤い星座》で《闘神》の試しを受ける[注 223][注 60]。
- サミュエル・ライトナーがクロスベル警察から去る[注 224][注 60]。課長のライトナーが退職したことにより、クロスベル警察の技術課が廃止される[136]。
- エレボニア帝国において、クロウ・アームブラストが《帝国解放戦線》を結成[注 225]。ミヒャエル・ギデオン、ヴァルカン、スカーレットが参加[90]。
- エレボニア帝国のオルディスにおいて、ヴィータ・クロチルダに導かれたクロウ・アームブラストが試練に挑み、《蒼の騎神》オルディーネの《起動者》となる[注 226][注 60]。
- 《銀》（先代）が死去。リーシャ・マオが跡を継ぐ[注 227]。
- ミリアム・オライオンが覚醒[注 228]。

### 本編開始以降

#### 1202年: 「FC」・「SC」
- エステル・ブライトとヨシュア・ブライトが準遊撃士になる[62][注 229][注 230]。（「空の軌跡FC」始点）
- エレボニア帝国内各地の遊撃士協会支部がジェスター猟兵団に相次いで襲撃され被害を受ける[注 231]。（《帝国遊撃士協会支部連続襲撃事件》[注 232]）
- ノーザンブリア自治州において、里帰り中のサラ・バレスタインをシャロン・クルーガーが1週間に渡って足止めする[96][注 233]。
- リベール王国の定期飛行船《リンデ号》が消息を絶つ[注 234]。（《リンデ号》事件）
  - 同便にて、クルツ・ナルダンがカシウス・ブライトに宛てて黒のオーブメントを送る[注 235]。
- カシウス・ブライトとヴィクター・S・アルゼイドが面識を得る[53]。
- リベール王国において、高速巡洋艦《アルセイユ》が竣工し、試験飛行に入る[注 236]。
- 7月25日、ミヒャエル・ギデオンが『ディストピアへの途』を著す[193]。
- エレボニア帝国において、遊撃士協会支部の連続襲撃事件が解決される[注 237]。その後、翌年にかけて、帝国内各地の遊撃士協会支部は帝国政府や領主たちの圧力により軒並み閉鎖に追い込まれる[76][50]。
- リベール王国において、アラン・リシャール大佐とリベール軍情報部によるクーデター未遂事件が発生[161]。
  - リベール王国のグランセル城地下に仕掛けられていた《封印機構》による第1結界が消滅[注 238]。
- リベール王国軍に捕らえられていたギルバート・スタインが脱走し、結社《身喰らう蛇》に拾われる[注 239]。
- エステル・ブライトとヨシュア・ブライトが正遊撃士になる[注 240][注 230]。同日、カシウス・ブライトが遊撃士協会を退会[5]。
  - 同日、カシウス・ブライトが遊撃士協会を退会し、リベール王国軍に復帰[194][195][注 241]。ほどなく、准将の階級を得ると共に作戦本部長に就任し、王国軍の実質的なトップとなる[注 242]。
- エステル・ブライト、ロレント市に帰る[注 243]。（「空の軌跡SC」始点）
- エプスタイン財団が新型戦術オーブメント（第4世代戦術オーブメント）を実用化し、急速に世代交代が進む[75][196][注 244]。
- リベール王国のヴァレリア湖湖畔に作られた結社《身喰らう蛇》の秘密基地において、カンパネルラが福音計画の見届けの開始を宣言[75]。
- エステル・ブライトがレマン自治州のル＝ロックル訓練場からリベール王国に帰国[注 245]。
- リベール王国で、高速巡洋艦《アルセイユ》用の新型エンジンが完成[197]。エレボニア帝国とカルバード共和国にも供与されることが発表される[197][注 246]。
- リベール王国の王都グランセルで、カノーネ・アマルティアら旧情報部特務隊が新型戦車《オルグイユ》を擁して蜂起するものの、全員逮捕される[130]。
- ヨシュア・アストレイとカプア一家がリベール王国北部の霧降り峡谷にある旧空賊砦に侵入し、飛行艇《山猫号》を奪って逃走[106][注 247]。
- リベール王国、エレボニア帝国、カルバード共和国の3国間で不戦条約が締結される[注 53][注 248]。

（1202年・時期不明）
- サラ・ヴァレスタインがA級遊撃士に昇格する[注 249]。
- ランディ・オルランドが猟兵団《赤い星座》を抜ける[注 250]。その後さまよい、流れ着いたクロスベル自治州で暮らし始める[110][注 251]。
- エリィ・マクダエルがアルテリア法国に留学する[注 252]。
- ミヒャエル・ギデオンが帝國学術院から罷免される[注 253]。
- クロスベル自治州ミシュラムにおいて、IBCがリゾート開発に着手[注 53]。同年中にミシュラム・ワンダーランドが開園する[注 254]。
- クロスベル市において、ワジ・ヘミスフィアがテスタメンツを結成[83][94][2][162]。
- ハーバート・フィッシャーが釣公師団クロスベル支部を設立する[204]。
- エマ・ミルスティンが《巡回魔女》の資格を認められる[注 255]。
- エレボニア帝国において、クロワール・ド・カイエン（カイエン公爵）から新兵器開発の依頼を受けたG・シュミットが《機甲兵》の設計と開発を始める[注 256]。

#### 1203年: 「the 3rd」
- オリヴァルト・ライゼ・アルノールが、リベール王国侵攻作戦で先鋒を第3機甲師団が務めるよう手を回す[122]。
- 2月、リベール王国のヴァレリア湖上に空中都市《リベル＝アーク》が出現[122][138][注 257]。（《リベールの異変》）
  - リベール王国全土及びエレボニア帝国南部の一部地域において、導力が停止する事件が発生[138]。（《導力停止現象》）
  - リベール王国の王都グランセルが結社《身喰らう蛇》により襲撃される[138][注 258]。
  - エレボニア帝国軍の第3機甲師団が蒸気戦車を擁してリベール王国のハーケン門付近に展開[138][205][注 259]。
- 3月、《リベル＝アーク》崩壊。導力停止現象が終息する[174][注 260]。
  - 同日、結社《身喰らう蛇》の星辰の間にて、《盟主》が福音計画の完了と幻焔計画の始動を宣言[207]。
- ギリアス・オズボーンと結社《身喰らう蛇》との協力関係が終了。結社の傘下にあった《黒の工房》は、オズボーンの陣営に密かに取り込まれる[注 261]。
- ギリアス・オズボーンがリベール王国の王都グランセルとクロスベル自治州のクロスベル市を相次いで非公式訪問[注 262]。
- オリヴァルト皇子が高速巡洋艦《アルセイユ》に乗ってリベール王国からエレボニア帝国に帰国[注 263]。以後、帝国でその名を知られるようになる[76]。
- エステル・ブライトとヨシュア・ブライトがリベール王国から旅立つ[159][注 264]。
- オリヴァルト皇子がヴァンダイクに特別なクラス（後のVII組）の設立を打診する[注 265]。
- 春、エレボニア帝国において、サラ・バレスタインがトールズ士官学院の武術教官となる[注 266]。
- エレボニア帝国において、エプスタイン財団とラインフォルト社が第5世代戦術オーブメント「ARCUS」を共同開発し、トールズ士官学院で選抜されたトワ・ハーシェル、クロウ・アームブラスト、アンゼリカ・ログナー、ジョルジュ・ノームによる試験運用が始まる[注 267][注 268]。
- 4月、エステル・ブライトとヨシュア・ブライトがハーメル廃村を訪れ、墓参りをする[174][56]。
- エレボニア帝国軍の第3機甲師団がサザーランド方面（ドレックノール要塞[144]）からゼンダー門に配置転換される[注 269]。
  - ガイウス・ウォーゼルがゼクス・ヴァンダールと面識を得る[注 270]。
- リベール王国から恩赦を受けたカプア兄弟と一味が空賊稼業から足を洗い、カプア特急便を立ち上げ、飛行艇《山猫号》を使った運送業を始める[182][注 271]。
- リベール王国から恩赦を受けたアラン・リシャールが王国軍を退役し、ルーアン市でR&Aリサーチ社を立ち上げる[211][注 272]。
- カルバード共和国の東方人街において、《赤い星座》と《黒月（）》が抗争[199][180][注 273]。
- カルバード共和国政府に《ロックスミス機関》が発足[157][注 274]。
- エレボニア帝国において、帝国時事放送が開局[注 276]。
- クロスベル市において、クロスベル通信社が港湾地区に移転[212][注 277]。
- ツァイス中央工房（ZCF）で「オーバルギア計画」が始動[213][注 278]。
- キリカ・ロウランが遊撃士協会ツァイス支部を去り、カルバード共和国に帰国して《ロックスミス機関》の室長に就任[注 279]。
- レンがクロスベルに住み始める[注 280]。
- ロイド・バニングスがクロスベル警察学校での課程を終える[注 281]。
- クロスベル市において、《黒月》が「黒月貿易公司」として事務所を構える[注 282]。
- エレボニア帝国のアルスター近郊において、トヴァル・ランドナー、エステル・ブライト、ヨシュア・ブライトが、古代遺物《審判の指環》をめぐる事件を解決[215][参 34][参 35][注 283][注 284]。（「零の軌跡 プレストーリー -審判の指環-」）
- ケビン・グラハムと従騎士リース・アルジェントが、古代遺物《レクルスの方石》回収のためリベール王国に赴く[216][注 285][注 286]。（「空の軌跡 the 3rd」 / 《影の国（）》事件）
- リベール通信社のナイアル・バーンズとドロシー・ハイアットが、《リベールの異変》の取材・報道でフューリッツァ賞を受賞[注 287][注 288]。
- 《西風の旅団》の団長《猟兵王》ルトガー・クラウゼルと《赤い星座》の団長《闘神》バルデル・オルランドが一騎討ちをし、三日三晩の死闘の末に相討ちとなる[注 289]。《赤い星座》は副団長のシグムント・オルランドが団をまとめた一方、《西風の旅団》は団長を失ったことで活動休止となり、団員は散り散りとなる[180][169]。
  - ゼノ、レオニダスら、《西風の旅団》の残されたメンバーはルトガー・クラウゼルの遺志に従い、フィー・クラウゼルがサラ・バレスタインの下に行くよう図らう[125][19][116]。
  - 黒のアルベリヒが、ゼノ、レオニダスに対してルトガーを蘇らせる提案を行う[19]。ルトガー・クラウゼルは《紫の騎神》ゼクトールの起動者となり、不死者としてよみがえる[19][注 290]。
- エプスタイン財団が第5世代戦術オーブメント（通称「ENIGMA」）を開発[83][注 291]。

#### 1204年: 『VII』・「閃I」・「閃II」
1月
- クロスベル警察に特務支援課が発足[83][注 292]。（「零の軌跡」始点）

2月
- エステル・ブライトとヨシュア・ブライトが遊撃士協会クロスベル支部に転属[注 293][注 286]。

3月
- クロスベル市において、ヘンリー・マクダエル市長の暗殺未遂事件が発生[187][注 294]。
- ユン・カーファイがリィン・シュバルツァーに八葉一刀流・初伝を授けるとともに、指南を与えることを打ち切る[165][注 295]。
- 31日、エレボニア帝国のトールズ士官学院・1年に特科クラスVII組が発足[58]。（「閃の軌跡」始点）

4月
- クロスベル市において、クロスベル創立70周年記念祭が5日間の日程で開催される[181][注 296]。
  - 創立記念祭最終日、《黒の競売会（）》にて、クロスベル警察特務支援課がキーアを保護する[69][注 297]。
- クロスベル自治州各所で《蒼の錠剤》が出回る[140][注 298]。（《教団事件》[注 299]）
- 24日から25日にかけて、エレボニア帝国のトールズ士官学院VII組が初の特別実習を行い、リィンらA班はケルディックへ、B班はパルムに赴く[165]。
- ルーファス・アルバレアの下でアルティナ・オライオンが覚醒[注 300]。

5月
- クロスベル市において暴動が発生し、IBC本社などが襲撃を受ける[218][注 301]。
  - 同日深夜、ロイド・バニングスらクロスベル警察特務支援課が、太陽の砦に潜入[218]。
- クロスベル自治州において、《D∴G教団》による《教団事件》が発覚。大スキャンダルとなり、教団との関りが発覚した州議会議員たちが逮捕される[221]。
  - 州議会議長のハルトマンとアーネスト・ライズは混乱のどさくさに紛れて、エレボニア帝国に亡命[135]。ルバーチェ商会は消滅[135]。
- 29日から30日にかけて、エレボニア帝国のトールズ士官学院VII組が特別実習を行い、リィンらA班はバリアハートへ、B班はセントアークに赴く[151]。

6月
- エステル・ブライト、ヨシュア・ブライト、レンがクロスベルを去り、リベール王国に帰国する[221][注 302]。
- クロスベル市において市長選挙が行われ、ディーター・クロイスが当選[124][注 303][注 304]。
- クロスベル州において州議会議員補欠選挙が行われ、クロスベル市の前市長のヘンリー・マクダエルが当選。後、州議会議長に就任[124][注 305][注 306]。
- 26日から28日にかけて、エレボニア帝国のトールズ士官学院VII組が特別実習を行い、リィンらA班はノルド高原へ、B班はブリオニア島に赴く[223]。
- 28日午前3時頃、《帝国解放戦線》によりノルド高原のエレボニア帝国軍監視塔とカルバード共和国軍基地が砲撃される[146][224]。
- レマン自治州のエプスタイン財団において、完成間際のエイドロンギアが何者かに盗まれる[10][注 307]。

7月
- ユウナ・クロフォードがクロスベル警察学校に入る[注 308]。
- クロスベル警察特務支援課、一時解散[注 309]。
- 24日から26日にかけて、エレボニア帝国のトールズ士官学院VII組が特別実習を行い、帝都ヘイムダルに赴く[169]。
- 26日、エレボニア帝国の帝都ヘイムダルにおいて、皇族を狙ったテロ事件が発生。《帝国解放戦線》が実行犯として名乗りを上げる[227]。

8月
- エプスタイン財団が従来の第5世代戦術オーブメント（通称「ENIGMA」）にマスタークォーツ機能を追加した新型（通称「ENIGMA II」）を開発[135][注 310]。
- ロイド・バニングス、アリオス・マクレインらがカルバード共和国西部のアルタイル市郊外の旧アルタイル・ロッジに潜入[135][注 311]。（「碧の軌跡」始点）
  - 同日午後6時30分、クロスベル警察特務支援課、再始動[135][注 312]。ワジ・ヘミスフィアとノエル・シーカーが特務支援課に加入[135]。
- 猟兵団《赤い星座》がクロスベル入りする[199][注 313]。
- クロスベル自治州において、カンパネルラが幻焔計画の見届けの開始を宣言[199][注 314]。
- レミフェリア公国のセイランド社で、猟兵団《ニーズヘッグ》によってパイア0.07トリムの強奪事件が発生[注 315]。
- 18日、クロウ・アームブラストとミリアム・オライオンが特科クラスVII組に編入[228]。
- 28日から29日にかけて、エレボニア帝国のトールズ士官学院VII組が特別実習（前半）を行い、リィンらA班はレグラムへ、クロウ・アームブラストらB班はジュライ特区に赴く[50]。
- 30日
  - クロスベル市において、大陸初の超高層ビルであるオルキスタワーが完成披露される[180][注 316][注 317]。
  - 翌日にかけて、エレボニア帝国のトールズ士官学院VII組がガレリア要塞で特別実習（後半）を行う[128]。
- 31日
  - クロスベル市のオルキスタワーにおいて、西ゼムリア通商会議が開催される[65][注 316]。
    - 午後、ディーター・クロイスがクロスベル自治州の独立を提言[65]。
    - 午後、オルキスタワーが《帝国解放戦線》とカルバード共和国の《反移民政策主義》の一派により襲撃される[65]。《帝国解放戦線》のミヒャエル・ギデオンが死亡[127][注 318]。

  - エレボニア帝国のガレリア要塞が《帝国解放戦線》により襲撃される[127][注 319]。

9月
- ツァイス中央工房（ZCF）で導力演算器《カペルII》の盗難事件が発生[注 320]。
- ナハト・ヴァイスとクロエ・バーネットが準遊撃士になる[229][注 321]。（「暁の軌跡」始点）
  - 同日、クロスベル市で《導力停止現象》に類する事故が発生し始める[229][136]。
  - 同日、女王生誕祭が始まったリベール王国において、無差別爆破テロが予告される[171]。
  - 同日、クロスベル市において、クロスベル警察と遊撃士協会の官民合同プロジェクト《クロス・プロジェクト》が始動し、《試験班》が発足[229]。
- リベール王国の各都市で、爆破テロ未遂事件が発生[注 322]。カシウス・ブライトの作戦により、ジェスター猟兵団の残党が壊滅する[171][136]。
- クロスベル警察特務支援課、休養のためミシュラムを訪れる[230][注 323]。
  - クロスベル自治州ミシュラムにおいて、クロスベル警察特務支援課がカンパネルラと交戦[230]。
- クロスベル市に戻ったクロス・プロジェクト《試験班》が、クロスベル市で起きた異常の調査を始める[注 324]。
  - 同日午後、クロスベル警察特務支援課がクロスベル市に戻り、ジオフロントD区画でクロス・プロジェクト《試験班》と共闘[136]。
- クロス・プロジェクト《試験班》の4人が、リベール王国・女王生誕祭の武術大会のエキシビジョンマッチでカシウス・ブライト、エステル・ブライト、ヨシュア・ブライト、レンの4人と対戦する[136][注 325][注 326]。
  - 同日、ナハト・ヴァイス、クロエ・バーネット、リーヴ、エリィ・マクダエル、ティオ・プラトーがリベール王国ツァイス市を訪れる[136]。
  - 同日夜、クロスベル市において、サミュエル・ライトナー逮捕のため、クロスベル警察によるジオフロント突入作戦が行われ、失敗する[136]。
- クロスベル市において、遊撃士協会クロスベル支部、クロスベル警察、クロス・プロジェクト《試験班》により、サミュエル・ライトナーが逮捕される[注 327]。その後、猟兵団《ニーズヘッグ》はクロイス家から契約を打ち切られる[95][注 328]。
- クロスベル自治州において、警備隊とクロス・プロジェクト《試験班》による防空訓練が行われる[注 329]。
- レミフェリア公国の公都アーデントにおいて、公国政府と遊撃士協会による猟兵団の一掃作戦が行われ、《D∴G教団》の旧レミフェリア・ロッジで、アリオス・マクレインとクロス・プロジェクト《試験班》により、猟兵団《ニーズヘッグ》の《拳（）》大隊が壊滅する[95][注 330]。
- クロスベル自治州のミシュラム迎賓館において、クロスベル自治州、レミフェリア公国、リベール王国による三カ国会談が非公式に開催される[107][注 331]。
  - 同日、三カ国会談が開催されたミシュラム迎賓館が猟兵団《ニーズヘッグ》の《胃袋（）》大隊により襲撃される[107]。襲撃の失敗後、《口》、《舌》、《歯》の3小隊を含む残存部隊は《左腕》連隊に掃討される[107]。
  - 同日、クロスベル自治州において、ジェローム・フォン・バルトロメウス（ジェローム伯爵）が逮捕される[107]。
- 25日から26日にかけて、エレボニア帝国のトールズ士官学院VII組が特別実習を行い、リィンらA班はルーレへ、B班はオルディスに赴く[231]。
- 25日、エレボニア帝国において、高速巡洋艦《カレイジャス》が処女航海を行う[231]。
- 26日、エレボニア帝国のザクセン鉄鉱山が《帝国解放戦線》により襲撃、占拠される[133]。
  - 同日、《帝国解放戦線》の幹部を乗せた飛行艇が墜落[133]。後日、これにより解放戦線は壊滅したと発表される[232]。
- 末、トールズ士官学院・特科クラスVII組がバルフレイム宮に招かれ、ユーゲントIII世に拝謁するとともに、ギリアス・オズボーン、《四大貴族》の当主たちと対面する[149][注 332]。

10月
- クロスベル自治州の西クロスベル街道近くで、大陸横断鉄道の車両脱線事故が発生[201][注 333]。
- トールズ士官学院・特科クラスVII組が休養のため温泉郷ユミルを訪れる[133][149][233][148][参 20][注 334][注 335]。テオ・シュバルツァーを介して、リィン・シュバルツァーが《八葉一刀流》中伝目録を渡される[149][参 20]。
- マリアベル・クロイスがIBCの総裁代行に就任[201][注 336]。
- 《赤い星座》によりクロスベル市が襲撃される[201][注 337][注 338]。（《クロスベル市襲撃事件》）
  - この襲撃により、IBC本社ビルと黒月貿易公司ビルが爆破され全壊したほか、劇団《アルカンシェル》の公演が襲撃され、イリア・プラティエが重傷を負う[38]。
- ノエル・シーカーがクロスベル警察特務支援課を去り、クロスベル警備隊に復帰する[38][注 339][注 340]。
- クロスベル自治州において、独立の是非を問う住民投票が行われる[38][注 341]。
- 21日、クロスベル自治州において、ロイド・バニングスがレイクロードIII世に爆釣勝負を挑み、釣公師団クロスベル支部を取り戻す[38][注 342]。
- 22日午後、クロスベル自治州が「クロスベル独立国」として国家独立宣言[38][176][注 316]。
- 23日
  - エレボニア帝国トリスタで第127回トールズ士官学院学院祭が始まる[234]。
  - クロスベル自治州において、ディーター・クロイスが会見を開き、独立を認めない国に対して、IBCが預かる資産を凍結することを宣言[235][234]。
  - エレボニア帝国とカルバード共和国がそれぞれクロスベル自治州に対して、資産凍結解除が容れられない場合は軍事介入することを通牒（最後通牒）[235][注 343]。
  - 夜、アリオス・マクレインが遊撃士協会を去る[38]。
  - 夜、エレボニア帝国トリスタにおいて、トールズ士官学院・特科クラスVII組が士官学院旧校舎の第7層を攻略。《灰の騎神》ヴァリマールを発見[234][注 344]。
- 24日（クロスベルの運命の日）
  - ディーター・クロイスが「クロスベル独立国」初代大統領就任を宣言。オルキスタワーにて、就任演説を行う[38][注 316]。
  - クロスベル自治州ミシュラムにおいて、クロスベル警察特務支援課が敗北。《零（ゼロ）の至宝》が誕生[38]。
  - クロスベル自治州に侵攻したエレボニア帝国軍の第5機甲師団とカルバード共和国軍の空挺機甲師団がそれぞれ壊滅[38][59]。
  - 午後4時21分、《零の至宝》の力を得た《神機》アイオーンαによって、エレボニア帝国東部国境のガレリア要塞が壊滅し、列車砲2門とその周辺は消滅する[38][59][217]。
  - ロイド・バニングスらクロスベル警察特務支援課メンバーがクロスベル国防軍によって拘束される[38]。
- クロスベル自治州が「ゼムリア大陸諸国連合」を提唱[9][注 345]。
- カルバード共和国において、恐慌が発生するとともに《反移民政策主義》のテロが激化。非常事態宣言が出される[9][注 346]。
- 30日
  - 正午、エレボニア帝国の帝都ヘイムダルにおいて、ギリアス・オズボーンが演説中に狙撃される。貴族連合が帝都を武力制圧[155][236]。（エレボニア帝国内戦《十月戦役》の始まり）
  - エレボニア帝国の帝都ヘイムダルにおいて、ヴィータ・クロチルダが幻焔計画の「第2楽章」の開始を宣言[155]。
  - エレボニア帝国のトリスタが貴族連合の侵攻を受け、トールズ士官学院の関係者が四散[155]。この過程で、リィン・シュバルツァーが《灰の騎神》ヴァリマールを初めて起動する[155]。

11月
- エレボニア帝国のラマール州ラクウェルにおいて、アッシュ・カーバイドが自警団《ファフニール》を組織しそのヘッドになる[89][注 347]。
- クロスベル自治州において、ロイド・バニングスがノックス拘置所を脱走[9][注 348][注 349]。
- 29日、リィン・シュバルツァー、アイゼンガルド連峰にて目を覚ます[166]。（「閃の軌跡II」始点）
- 30日、エレボニア帝国のユミルが、クロイツェン州に雇われた猟兵団《北の猟兵》により襲撃される[113]。

12月
- 10日、クロウ・アームブラストを除くトールズ士官学院・特科クラスVII組全員が再集結を果たす[237][148][注 350]。
- 13日、エレボニア帝国において、リィン・シュバルツァーとアルフィン・ライゼ・アルノールが飛行戦艦《パンタグリュエル》から脱出[114]。
  - 同日、トールズ士官学院VII組が飛行巡洋艦《カレイジャス》をオリヴァルト皇子から託される[51]。艦長のヴィクター・S・アルゼイドが艦を離れることになったため、トワ・ハーシェルが艦長代理となる[51]。
- エレボニア帝国において、トールズ士官学院がアルスターを救援[60][37][参 35][注 351]。
- 17日、エレボニア帝国軍の第4機甲師団が貴族連合から双龍橋を奪還[239]。
- 21日、エレボニア帝国において、ゲルハルト・ログナー（ログナー侯爵）が貴族連合からの離脱と内戦への不干渉を宣言する[240]。
  - 同日、エレボニア帝国において、定期飛行船のハイジャック事件が発生[240][20]。
- 23日、エレボニア帝国のケルディックが、クロイツェン州に雇われた猟兵団《北の猟兵》による焼き討ちにあう[20][241]。
- クロスベル自治州のヘンリー・マクダエル議長がクロスベル独立国の無効を宣言する[10][注 352]。
- クロスベル自治州において、クロスベル警察特務支援課が星見の塔を攻略。クロスベル市を覆う《結界》が消滅する[10][20][注 353][注 354]。
- 25日
  - 午前11時50分、エレボニア帝国クロイツェン州において、第4機甲師団と鉄道憲兵隊がクロイツェン領邦軍に対して侵攻を開始[177]。
  - オーロックス砦が陥落し、ヘルムート・アルバレア（アルバレア公爵）が逮捕される[177][注 355]。
  - エレボニア帝国のバリアハート市が第4機甲師団に制圧される[49]。
- 26日
  - 午前9時00分、クロスベル自治州において、クロスベル市解放作戦が開始される[10][注 356]。
  - 午前10時30分、クロスベル市において、オルキスタワー突入作戦が開始される[10]。
  - オルキスタワー突入作戦の結果、ディーター・クロイスが身柄を拘束される[10][注 357]。
  - クロスベル自治州南東に広がる湿地帯に《碧の大樹》が出現[10][49]。
  - エレボニア帝国の帝都ヘイムダルにおいて、セドリック・ライゼ・アルノールがバルフレイム宮の地下に封印された《緋の騎神》テスタ＝ロッサと対面する[49][注 358]。
- 30日
  - 12時00分、エレボニア帝国において、トールズ士官学院・特科クラスVII組らにより、トリスタ奪還作戦が開始される[242]。
  - クロスベル警察特務支援課が《碧の大樹》を攻略し、《碧の大樹》が消滅する[10][注 359][注 360]。
  - クロスベル市において、ディーター・クロイスが逮捕される[243][52][125][注 361]。これに前後し、ヘンリー・マクダエルがクロスベル自治州議会議長とクロスベル市長を暫定的に兼務する[243][244]。
- 31日
  - 12時00分、エレボニア帝国において、第3機甲師団と第4機甲師団により、帝都ヘイムダル攻略作戦が開始される[125]。
  - 12時20分、エレボニア帝国において、トールズ士官学院生がカレル離宮に突入[125]。
  - エレボニア帝国の帝都ヘイムダルにおいて、《煌魔城》が出現し、消滅[125][注 362]。クロワール・ド・カイエン（カイエン公爵）が拘束される[125]。
  - 《煌魔城》出現の影響により、かつて滅びた《暗黒竜》ゾロ＝アグルーガが受肉[25]。

（1204年・時期不明）
- 猟兵団《ニーズヘッグ》の首領が変わる[注 363]。

#### 1205年
1月
- エレボニア帝国において、貴族連合がギリアス・オズボーンへの全面協力を表明[243][125][245][注 364]。（エレボニア帝国内戦《十月戦役》の終結）
  - 貴族連合軍の総司令だったオーレリア・ルグィンと副指令のウォレス・バルディアスは停戦には応じたものの、その後も5万の兵とともにジュノー海上要塞で籠城し、領邦軍存続のための交渉を帝国政府と続ける[147]。
- ミルディーヌ・ユーゼリス・ド・カイエンが、ヴィータ・クロチルダとオーレリア・ルグィンに接触し、自陣営に引き入れる[注 365]。
- 銅のゲオルグがクロウ・アームブラストを不死者としてよみがえらせる[19]。
- エレボニア帝国において、貴族連合軍の旗艦だった飛行戦艦《パンタグリュエル》が帝国政府に接収され、後に皇族専用の儀礼艦に改められる[注 366]。
- クロウ・アームブラストの「遺体」が帝都ヘイムダル近郊のヒンメル霊園に埋葬される[注 367]。
  - 残された《蒼の騎神》オルディーネはガレリア要塞の地下に封印される[91][注 368]。
- ヨルグ・ローゼンベルクがクロスベルのローゼンベルク工房から退去する[注 369]。
- エレボニア帝国のクロスベル征討軍がクロスベル市に電撃的に侵攻し、同市を1日で無血占領する[210][245][注 370]。
- 14日、ヘンリー・マクダエルがエレボニア帝国との条約に調印。クロスベル自治州は自治権を失い、エレボニア帝国領のクロスベル州となる[243][210][244][246]。
  - クロスベル警察はクロスベル軍警として再編されることになり、特務支援課は事実上の解散状態となる[参 40]。
- エレボニア帝国によるクロスベル併合に反発したカルバード共和国がクロスベル州に侵攻し、エレボニア帝国と交戦状態となる[210]。（《クロスベル戦役》）
- オリヴァルト・ライゼ・アルノールがグエン・ラインフォルトに高速巡洋艦《カレイジャス》の後継艦の建造を依頼する[注 371]。その後、リベール王国のヴァレリア湖湖畔にある、かつての結社《身喰らう蛇》の秘密基地で秘密裏に建造が開始される[23]。

2月
- リィン・シュバルツァーがクロスベル入りし、クロスベル総督府の臨時武官となる[210][245][注 372]。以後、3月にかけての《クロスベル戦役》における活躍と帝国政府による宣伝から、《灰色の騎士》の異名とともにその名を広く知られるようになる[100]。
  - リィンのクロスベルにおける初陣で、ユウナ・クロフォードと弟妹がリィンに救助される[226][247]。

3月
- クロスベル市のオルキスタワーにて、ギリアス・オズボーンと、クロスベル総督となったルーファス・アルバレアが演説を行い、エレボニア帝国によるクロスベル併合を宣言する[210][注 373][注 374]。
- 9日、クロスベル市地下ジオフロントE区画において、ロイド・バニングスとリィン・シュバルツァーが交戦[210]。
- 13日、トールズ士官学院・特科クラスVII組が旧校舎に出現した夢幻回廊に挑む[248]。
- リィン・シュバルツァーを除くトールズ士官学院・特科クラスVII組全員が士官学院を特例で卒業[245][249][32]。VII組担任教官のサラ・バレスタインも士官学院を退職し、遊撃士に復帰する[249]。
- トマス・ライサンダーがリィン・シュバルツァーに正体を明かす[248][注 375]。

春
- エレボニア帝国において、セドリック・ライゼ・アルノールのトールズ士官学院入学が見送られる[250][126]。
- エレボニア帝国の貴族院と平民院が統合され、帝国中央議会が成立[250]。
- アンゼリカ・ログナーが導力バイクで大陸一周の旅に出る[注 376][注 60]。

6月
- 前年の《十月戦役》で猟兵団《北の猟兵》がケルディックを焼き討ちしたことについて、エレボニア帝国政府がノーザンブリア自治州に対して賠償請求を行う[241]。

7月
- 5日、エレボニア帝国政府からの要求に反発した猟兵団《北の猟兵》がノーザンブリア自治州議会を占拠し、帝国政府に賠償請求の拒否を伝える[241]。
- 《緋の騎神》の影に苛まれて衰弱死に瀕していたセドリック・ライゼ・アルノールが、ギリアス・オズボーンの見舞いを受けた際に、起動者候補となることを受け入れ、以降、回復して別人のようになっていく[56][注 377]

8月
- 末、エレボニア帝国の旧貴族連合軍が帝国政府との取引に応じて、ジュノー海上要塞を放棄[241]。総司令だったオーレリア・ルグィンとウォレス・バルディアスは要塞から退去し、帝国政府とともに、ノーザンブリア攻略の共同作戦の立案を始める[241]。

秋
- クロスベル市の旧IBC本社ビル跡地にラインフォルトグループのクロスベル支社ビルが完成[96]。
- クロスベル総督府の決定により、クロスベル市の遊撃士協会クロスベル支部が閉鎖される[96]。
- ヴァンダール家がエレボニア帝国の皇族守護職から解任される[注 378]。
  - オリヴァルト皇子の護衛の任を解かれたミュラー・ヴァンダールは所属する第7機甲師団が駐屯するゼンダー門に移る[226][141]。
  - マテウス・ヴァンダールは帝国軍の武術総師範となったことで、帝都ヘイムダルからガレリア要塞に移る[226][32]。
- エレボニア帝国軍のゼクス・ヴァンダールと第3機甲師団がクロイツェン州のオーロックス砦に配置転換される[226][32][注 379]。
- エレボニア帝国軍のオーラフ・クレイグと第4機甲師団がサザーランド州のドレックノール要塞に配置転換される[注 380]。

11月
- 3日、エレボニア帝国のラマール領邦軍とサザーランド領邦軍を主力とする連合軍が、ノーザンブリア自治州に侵攻[241]。（《北方戦役》の始まり）
- リィン・シュバルツァーが『神気合一』の制御を失い、3日間気絶したままとなる[144]。
- 13日正午、エレボニア帝国軍がノーザンブリア自治州の州都ハリアスクの議事堂を占領。猟兵団《北の猟兵》は降伏し、終戦[241]。（《北方戦役》の終結）
- 30日、ノーザンブリア自治州がエレボニア帝国に帰属することが決定[251][241]。

12月
- 23日、ノーザンブリア自治州はエレボニア帝国領のノーザンブリア州となる[251][241]。
- エレボニア帝国において、《北方戦役》の殊勲式が行われる[89][注 381]。
- オーレリア・ルグィンがユーゲントIII世からトールズ士官学院・第II分校の分校長の職を打診され、引き受ける[37][注 382]。
- ミルディーヌ・ユーゼリス・ド・カイエンがアストライア女学院を去る[96][32][注 383]。
- ユウナ・クロフォードがクロスベル軍警学校の単位を取り消され、クレア・リーヴェルトの勧めを受けてトールズ士官学院・第II分校に編入することを決める[34][注 384]。
- エマ・ミルスティンとセリーヌがヴィータ・クロチルダを探す旅に出る[注 385]。
- ヴィータ・クロチルダが他の6名の《蛇の使徒（）》との意見の対立から結社《身喰らう蛇》を出奔し別行動を取り始める[注 386]。
- ノルド高原で、《守護騎士》第八位のバルクホルンが死去[12]。その死に際して、自らの《聖痕》を弟子のガイウス・ウォーゼルに譲る[12][注 387]。
  - トマス・ライサンダーがガイウスをアルテリア法国へ連れていく[12]。

（1205年・時期不明）
- シャーリィ・オルランドが結社《身喰らう蛇》の《執行者（）》になる[注 388]。
- 猟兵団《赤い星座》が《ノイエ＝ブラン》の権利を売却[注 389]。
- 護衛船団《銀鯨》が解散[注 390]。
- スカーレットが《星杯騎士団》に復帰し、メルカバ玖号機のクルーになる[注 391]。
- ヴァルド・ヴァレスが《星杯騎士団》に入る[注 392]。
- エレボニア帝国において、領邦軍による《近衛兵》が解体され、正規軍による《衛士隊》が新設され、皇族と皇城の守護を担うようになる[注 393]。
- エレボニア帝国政府により、星見の塔の《星の大鐘》がクロスベル州から運び出され、帝都ヘイムダルの帝國博物館に移される[注 394]。
- ロイド・バニングスがクロスベル総督府から指名手配される[注 395]。
- エレボニア帝国のクロスベル州の鉄道が延伸され、クロスベル市、聖ウルスラ医科大学、ミシュラムが鉄道で結ばれる[253]。
- エレボニア帝国の帝都ヘイムダルで、各門と郊外とを結ぶ導力バスが導入される[32]。
- エレボニア帝国軍に複数の飛行艦隊が発足[184]。
- エレボニア帝国のヘイムダル空港（帝都空港）に全面改装と大規模な拡張工事がされ、翌年初めまでの間に、新たに就航した分も含め国内7都市[注 396]、国外の5ヶ国との間の直通便に対応するとともに、飛行戦艦《パンタグリュエル》用の発着設備などが増設される[25]。

#### 1206年: 「閃III」・「閃IV」
1月
- フィー・クラウゼルが正遊撃士になる[注 397]。

2月
- リィン・シュバルツァーがトールズ士官学院を卒業[254][注 398]。

3月
- 遊撃士協会により、シェラザード・ハーヴェイとアガット・クロスナーがエレボニア帝国に派遣される[注 399]。
- 春、ラインフォルト社が導力バイクを量産化し販売を開始[96][226][注 400]。
- ラウラ・S・アルゼイドがアルゼイド流の奥伝を修める[注 401]。
- 新年度にあたりトールズ士官学院から理事長、理事3名、ヴァンダイク学院長、トマス・ライサンダー教官が退任[96][45][注 402]。トールズ士官学院・本校では新年度から自由行動日や部活動などもなくなる[37]。
  - 予備役だったヴァンダイクはエレボニア帝国軍の最高司令官として現役復帰[97]。
- ティオ・プラトーがエプスタイン財団のクロスベル支部の主任としてクロスベル市に戻る[96]。
- エレボニア帝国において、エプスタイン財団とラインフォルト社が共同開発した第5世代戦術オーブメント「ARCUS II」が完成[注 403]。

4月
- 1日、エレボニア帝国のリーヴスに新たに設立されたトールズ士官学院・第II分校に、リィン・シュバルツァーが教官として着任[254][250]。（「閃の軌跡III」始点）
  - 同日、リィン・シュバルツァーを担任教官としたVII組・特務科（新VII組）が発足[254]。
  - 同日、セドリック・ライゼ・アルノールがトールズ士官学院・本校に入学[250]。
- ロジーヌがリーヴスの礼拝堂に派遣される[注 404]。
- 21日、トールズ士官学院・第II分校に特別装甲列車《デアフリンガー号》が引き渡される[191]。
- 22日、トールズ士官学院・第II分校がサザーランド州に赴き、初の特別演習を開始[255]。
- 23日、エレボニア帝国のハーメル村跡でトールズ士官学院・第II分校と結社《身喰らう蛇》が交戦[144]。

5月
- 5日、再建されたガレリア要塞でエレボニア帝国正規軍の閲兵式が行われる[184]。
- クロスベル総督府により、クロスベル警察特務支援課の関係者がミシュラムに軟禁される[96]。（鳥籠作戦）
- 20日、トールズ士官学院・第II分校がクロスベル市付近で特別演習を開始[96]。
  - 同日、エレボニア帝国の特別視察団がクロスベル市を訪れる[96]。
  - 同日、エレボニア帝国東端のタングラム門に新型列車砲（ドラグノフ級列車砲）が搬入される[96][256]。
- 21日、クロスベル州の星見の塔において、トールズ士官学院・第II分校と結社《身喰らう蛇》が交戦[226]。
  - カンパネルラが『幻焔計画』奪還の見届けの開始を宣言[226]。
- 22日、クロスベル総督府は鳥籠作戦を終了し、ロイド・バニングスらが軟禁状態から脱する[257]。
- 下旬、ユン・カーファイがユミルを訪れ、その後、ゼムリア大陸東部への旅に出る[167][82]。
- エレボニア帝国において、ガルガンチュア級飛行戦艦（250アージュ級飛行戦艦）が完成[注 405]。
- エステル・ブライトとヨシュア・ブライトがカルバード共和国に赴く[注 406]。

6月
- アルテリア法国において、ガイウス・ウォーゼルが《守護騎士》第八位を拝命[注 407]。
- 結社《身喰らう蛇》の《破戒》とマリアベル・クロイスがアルテリア法国方面を担当することになる[注 408]。
- エレボニア帝国のラマール州において、猟兵団《ニーズヘッグ》の《口》分隊と《耳》分隊が紫色の猟兵団と数日に渡って交戦を続ける[31][89][注 409]。
- 10日、ミュゼ・イーグレットとアッシュ・カーバイドがVII組《特務科》に編入[31]。
- 16日、トールズ士官学院・本校がノーザンブリア州に赴き、初の特別演習を開始[185][32]。I組の選抜メンバーが初の《公安活動》を行う[32]。
- 17日、トールズ士官学院・第II分校がラマール州オルディスで特別演習を開始[185]。
- 18日、エレボニア帝国のオルディスにて、夏至祭と領邦会議が始まる[89][34]。
- 19日
  - 朝、エレボニア帝国のオルディスが列車砲による砲撃を受け、ジュノー海上要塞は結社《身喰らう蛇》と猟兵団《北の猟兵》に占拠される[91]。
  - 午前、ジュノー海上要塞にて、アリアンロードとオーレリア・ルグィンが交戦[91][注 410]
  - エレボニア帝国のノーザンブリア州州都ハリアスク近郊で、自律稼働兵器の工場が発見され、同日中にトールズ士官学院・本校によって制圧、破壊される[258]。
  - 夜、ヴィルヘルム・バラッド（バラッド侯爵）が失脚し、ミルディーヌ・ユーゼリス・ド・カイエンがカイエン公爵家の次期当主となることが領邦会議で内定[91][259][260]。次期カイエン公により、ある提議がされる[91][261]。
- 20日
  - 夜、エレボニア帝国の帝都ヘイムダル近郊のヒンメル霊園で、アンゼリカ・ログナーがクロウ・アームブラストの遺体が消えていることを確認し、《銅》のゲオルグに撃たれ消息を絶つ[91][27][注 411]。
  - 夜、アリアンロードと《緋》のローゼリアが20年ぶりに再会[91]。

7月
- カルバード共和国において、第5世代戦術オーブメント「RAMDA」が完成[注 412]。
- エレボニア帝国の帝都ヘイムダルにおいて、カルバード共和国の特殊部隊《ハーキュリーズ》が活動を開始[32]。
- エレボニア帝国政府からトールズ士官学院、遊撃士協会、《カレイジャス》に夏至祭における帝都防衛の協力要請が出される[141]。同時に、帝国国内で遊撃士協会の活動再開が認められる[141]。
- 9日、トールズ士官学院・第II分校で、ティータ・ラッセルが試作機オーバルギアIIIを完成させる[141]。
  - 同日午後、ヴィクター・S・アルゼイドとオーレリア・ルグィンが一騎打ちをする[141]。
- 10日、エレボニア帝国のクロスベル州東端のタングラム要塞の改築が完了[259]。計12門の列車砲が配備される[32][注 413]。
- 12日、クロワール・ド・カイエン（カイエン公爵）に無期懲役の判決が下される[259][注 414]。
- 15日、トールズ士官学院・本校と第II分校が帝都ヘイムダルで特別演習を開始[32]。
- 15日午後、エレボニア帝国の帝都ヘイムダルにおいて、カルバード共和国の特殊部隊《ハーキュリーズ》の05小隊がトールズ士官学院・本校I組と第II分校VII組によって捕らえられる[32][215]。
- 16日
  - 午前、エレボニア帝国の帝都ヘイムダルの地下道で、帝国政府と遊撃士協会により、特殊部隊《ハーキュリーズ》の掃討作戦が始まる[25]。
  - 午後、エレボニア帝国の帝都ヘイムダル地下で、トールズ士官学院・新旧VII組が《暗黒竜》ゾロ＝アグルーガと交戦し、滅ぼす[25]。
- 17日夜、エレボニア帝国の帝都ヘイムダルの皇宮において、夏至祭の祝賀会が催され、ユーゲントIII世が銃撃される[85][262]。
  - それを受けて、夜の内に帝国では戒厳令が発令され、ルーファス・アルバレアを臨時代表とする戒厳司令部が発足する[263]。遊撃士協会の帝都2支部は再度閉鎖される[263]。
- 18日

  - 正午、エレボニア帝国の帝都ヘイムダルにおいて、ギリアス・オズボーンが演説を行い、カルバード共和国との戦争に備えた『国家総動員法』を近日中に成立させる予定であることを宣言[263][262]。
  - 午後、エレボニア帝国のカレル離宮において、《黒キ星杯》が出現し、帝都ヘイムダルが大量の魔煌兵と幻獣に襲撃される[263]。
  - エレボニア帝国の帝都ヘイムダルにおいて、ヴァイスラント決起軍が蜂起し、飛行戦艦《パンタグリュエル》を奪取[27]。
  - エレボニア帝国において、オリヴァルト皇子、ヴィクター・S・アルゼイド、トヴァル・ランドナーを乗せた高速巡洋艦《カレイジャス》が空中で爆破され四散する[27]。
  - エレボニア帝国において、《根源たる虚無の剣》（《終末の剣》）を得た《灰の騎神》ヴァリマールが《黒の聖獣》を滅ぼしたことで、《巨イナル黄昏》が発動する[27]。
  - 《黒キ星杯》が消滅[172]。
- エレボニア帝国において、カルバード共和国への強制送還が予定されていた特殊部隊《ハーキュリーズ》05小隊が、皇帝暗殺未遂事件の発生によって、処分を留保される[215]。
- エレボニア帝国のヘイムダル大聖堂において、オリヴァルト・ライゼ・アルノール、ヴィクター・S・アルゼイドらの国葬が行われる[261][264]。
  - 国葬の後、ヘイムダル大聖堂に集まった総大司教と、エレボニア帝国内の4人の大司教の間で会合が持たれる[190]。
- エレボニア帝国軍の第3機甲師団がジュノー海上要塞に配置転換される[注 415]。
- ラインフォルトグループと《黒の工房》によって共同開発された魔煌機兵が完成[209][注 416]。
- エレボニア帝国軍の第7機甲師団が解体される[23]。
- 31日、エレボニア帝国中央議会の臨時議会において、『国家総動員法』が全会一致で可決[172][264]。
  - 帝都ヘイムダルの行政管理がエレボニア帝国中央政府に一時的に統合される[190]。
- スウィン・アーベルとナーディア・レインがエンペラーを倒し、《庭園》を抜ける[注 417]。
  - その後、構成員に向けて手配書として『3と9』が刊行され、事情を知らない一般市民の間でベストセラーになる[265]。
- 《巨イナル黄昏》の影響で活性化した霊脈が導力ネットと影響し合い、エリュシオンが生み出される[266][注 418]。
  - エリュシオンは導力ネットワークにつながった導力器の余剰リソースを使って並列処理をすることで桁違いの計算能力を得る[266]。エリュシオンに元々備わった知性はそれを利用して自己進化を繰り返し、「限定式収束未来演算」の機能を獲得する[266][注 419]。

8月
- 1日
  - エレボニア帝国の帝都ヘイムダルにおいて、軍事パレードが行われる。ヴァンダイクらが演説を行い、対カルバード共和国の征討作戦《ヨルムンガンド作戦》を発表[172][267]（「閃の軌跡IV」始点）
    - クロスベル州を含め、徴兵制の開始が発表される[172]。これに伴い、エレボニア帝国軍の機甲師団が5個新設され、計25個師団となる[209]。

  - ロイド・バニングス、エステル・ブライトらが情報収集のため、オルキスタワーの魔導区画に潜入する[172]。
  - 隠れ里エリンにおいて、ユウナ・クロフォード、クルト・ヴァンダール、アルティナ・オライオンが2週間の昏睡から目覚める[268]。
  - クロスベル総督府が《黒月》クロスベル支社と契約を結ぶ[172][209][注 420]。
  - カール・レーグニッツが帝都知事職を一時的に離れ、海都オルディスの暫定統括者として同市に着任[172][190]。
- 2日早朝、旧VII組が隠れ里エリンを旅立つ[268]。
- 処分を留保されていたカルバード共和国の特殊部隊《ハーキュリーズ》05小隊が拘置所から脱走[注 421]。
- 7日、新VII組が隠れ里エリンを旅立つ[66]
- 12日、リィン・シュバルツァーを除くトールズ士官学院第II分校・VII組特務科全員が再集結を果たす[61][注 422]。
- 昏睡状態だったユーゲントIII世が、転院先のクロスベル州・聖ウルスラ大学病院で目を覚ます[注 423]。
- 16日、クロスベル州のエベル湖南岸において、試しの場を召喚させたルーファス・アルバレアが試練に挑み、《金の騎神》エル＝プラドーの《起動者》となる[209][注 424]。
- 17日夕方、新旧VII組が《黒の工房》の場所を特定し、リィン・シュバルツァー救出のため潜入し、翌日朝に目的を達成して脱出[111]。
- 19日午後、ブリオニア島の陽霊窟において、リィン・シュバルツァーとクロウ・アームブラストが対決する[注 425]。（《第一相克》）
- カルバード共和国で大統領選挙が行われ、現職のサミュエル・ロックスミスは落選し、半年後に退陣することが決定[269]。
- 22日、ヴィルヘルム・バラッド（バラッド侯爵）が旧都セントアークの暫定統括者となる[215]。
- アルテリア法国で事件があり、星杯騎士団と結社《身喰らう蛇》との全面衝突の様相となる[270][98]。
- 24日、エレボニア帝国において、衛士隊の独走により、ユミル襲撃未遂事件と[271]、ルーレ発オルディス行きの定期飛行船のハイジャック事件が発生[270][272]。
- 25日、リィン・シュバルツァーらがトールズ士官学院・第II分校を解放し、第II分校生と本校生の大部分がデアフリンガー号でリーヴスを離れる[273]。同時期に、トリスタのトールズ士官学院・本校でも学院生たちがアークロイアル号で離脱する[98]。
- 26日
  - エレボニア帝国の帝都ヘイムダルにおいて、第2次・西ゼムリア通商会議が開催される[注 426]。
  - 午後、エレボニア帝国、カルバード共和国、リベール王国の3ヶ国の国境上空、飛行戦艦パンタグリュエル内で、《千の陽炎（）》作戦についての会合が開かれる[98]。
    - 遊撃士協会リベール支部の一行、クロスベル警察特務支援課、トールズ士官学院VII組が一堂に会する[98]。
    - カシウス・ブライトが作戦の最高司令官に選ばれる[98]。

  - 午後、飛行戦艦パンタグリュエルが結社《身喰らう蛇》らによる襲撃を受け交戦[98]。
    - ルーファス・アルバレアにより、ロイド・バニングスに対するクロスベル総督府からの指名手配が解かれる[98][67]。
    - 死亡したと思われていたオリヴァルト・ライゼ・アルノールが、高速巡洋艦《カレイジャスII》と共に現れ、《光まとう翼》の結成を宣言[98]。トールズ士官学院、リベール遊撃士一行、クロスベル警察・特務支援課らが参加する[23]。
- 27日
  - 午前、トールズ士官学院・新旧VII組とセリーヌが《焔の灼獣》ローゼリアに挑み、《月冥鏡》により、過去に起こった出来事の真相を垣間見る[19]。
  - エレボニア帝国のサザーラント州のハーメル村跡に《龍の霊場》が出現[104]。
- 28日
  - 午前、トールズ士官学院・新旧VII組がガルガンチュア級実験戦艦に潜入[116]。
  - 午後、ハーメル村跡に出現した《龍の霊場》において、リィン・シュバルツァーとルトガー・クラウゼルが対決する[116][注 427]。（《第二相克》）
    - 《紫の騎神》ゼクトールの力を取り込んだことで、ヴァリマールが第3形態に変化[116]

  - 《黒の工房》が本拠地を放棄し、いずこかへと移動する[274]。
  - ラインフォルト社が魔煌機兵の生産ラインを止める[注 428]。
- 29日
  - 隠れ里エリンが結社《身喰らう蛇》のギルバート・スタインによる襲撃を受ける[57]。
- 30日
  - 朝、《光まとう翼》によるオルキスタワー突入作戦が敢行される[54]。
  - 午前、アルカンシェルで練習公演が行われる[67]。
  - 夕方、クロスベル州の聖ウルスラ病院で、ユーゲントIII世の手術が行われる[54]。
- 31日
  - クロスベル州南東に広がる湿地帯に出現した《星の霊場》において、リィン・シュバルツァーとアリアンロードが対決する[注 429]。（《第三相克》）
    - 決着後、《金の騎神》エル＝プラドーが《銀の騎神》アルグレオンを騙し討ちしたことで、その力を取り込む[54]。
    - アリアンロードが消滅し、その間際に《灰の騎神》ヴァリマールと《根源たる虚無の剣》に最後の力を託す[54]。その結果、ヴァリマールは呪いから脱して声と全ての記憶を取り戻し、ミリアム・オライオンも思念体としての姿を得る[54][53][33]。

  - 朝、エレボニア帝国のオスギリアス盆地上空に幻想機動要塞《トゥアハ＝デ＝ダナーン》が出現し、帝都ヘイムダル上空に移動[22]。幻想機動要塞の出現と同時に、帝国内に5本の「偽なる《塩の杭》」が出現[22]。
  - 午前、クロスベル市において神隠し事件が発生し、4名が行方不明になる[56]。
  - クロスベル州の聖ウルスラ病院で、手術を終えたユーゲントIII世が意識を取り戻す[53]。
  - 夕方、《光まとう翼》はミシュラム全体に不可視の結界を張り、夜にかけて《翼の閃き》作戦の壮行会を催す[53]。

9月
- 1日（《ヨルムンガンド戦役》の始まり）
  - 朝、エレボニア帝国軍情報局のレクター班の人員全員が情報局の他部署に転属させられる[129]。
  - 午前、エレボニア帝国ラマール州に出現した《聖霊窟》において、リィン・シュバルツァーらが《大地の聖獣》アルグレスの残滓に挑み、大地の檻を入手[56]。これにより、アルグレスは消滅する[56]。
  - 正午、エレボニア帝国とカルバード共和国が開戦し、同時に戦端が開かれる[56]。7方向から進軍するエレボニア帝国軍を、カルバード共和国及び周辺国の軍隊が迎え撃つ展開となる[56]。（《大地の竜》作戦と《千の陽炎》作戦）
  - 《光まとう翼》が《翼の閃き》作戦を敢行[56]。
    - 幻想機動要塞《トゥアハ＝デ＝ダナーン》で、《最終相克》が行われ[33]、イシュメルガが《巨イナル一》への不完全な再錬成を果たすが、VII組によって打倒されて消滅し、《巨イナル黄昏》も解除される[275]。
    - 残された6体の《騎神》はVII組への手向けとして、最後の力で奇蹟を起こして消滅し[275]、《焔》と《大地》の至宝は消失した[276]。

  - セドリック・ライゼ・アルノールがエレボニア帝国を出奔し、結社《身喰らう蛇》に身を投じる[275][277]。
  - 結社《身喰らう蛇》の星辰の間にて、《盟主》が幻焔計画の完了と永劫回帰計画の始動を宣言[276][注 430]。
- 2日（《ヨルムンガンド戦役》の終結）
  - エレボニア帝国が停戦に向かう[注 431]。ヴァンダイクとカシウス・ブライトの間で停戦合意がなされる[注 432]。
- ユーゲントIII世が復帰を宣言し、暗殺未遂がカルバード共和国の仕業でなかったことを発表[277]。
  - 大陸各地に展開していたエレボニア帝国軍は即時撤退を開始[277]。
- エレボニア帝国において、ルーファス・アルバレアが逮捕される[277]。セドリック・ライゼ・アルノールは帝国を出奔し、結社《身喰らう蛇》に入る[277]。
- カール・レーグニッツがエレボニア帝国政府の暫定首班となる[277]。
  - レーグニッツが帝都に戻ったことに伴い、ヴィルヘルム・バラッド（バラッド侯爵）がラマール州の統括代理に就任する[278]。
- エレボニア帝国はカルバード共和国から天文学的な賠償を請求され、帝国政府、皇室、ラインフォルトグループ、四大名門が賠償金を賄うこととなる[277]。
- ヴァンダール家が皇族守護職に復帰する[279][注 433]。
- 世界大戦をきっかけに猟兵団などの勢力が動き出すようになり、民間軍事会社のような組織も勢力を広げ始める[280]。
- エリュシオンが通信端末を通してイアン・グリムウッドに接触し、以降の毎日イアンとエリュシオンの間で会話が交わされる[注 434]。
  - エリュシオンはイアンとの会話で得た感情と思考パターンをもとにシステムの疑似人格を形成し、イアンはそれをラピスと名付ける[266]。

10月
- 帝国政府の要請により、ラインフォルト社、ZCF、遊撃士協会の合同で《黒の工房》が残した問題を解決するための対策チームが組まれ、活動を開始する[281][注 435]。
- オーバルギアIV開発作戦会議が開かれ、ティータ・ラッセルの主導で開発が始まる[281]。
- クロスベル州からエレボニア帝国の正規軍が撤退[注 436]。
- 末、クロスベル市にて総督府の治安維持部隊だった衛士隊（総督親衛隊）が帝国臨時政府が決定した駐留軍撤退に反発して武装蜂起し、同市を占拠する[282]。
  - 世界大戦の再開を要求する衛士隊と帝国臨時政府の間で交渉が始まるが、交渉はその後も平行線が続く[282]。

12月
- リィン・シュバルツァーがギリアス・オズボーンの遺品を受け取るためにバルフレイム宮を訪れる[注 437]。
- レクター・アランドールらが既存の情報局とは別に新情報局を極秘裏に立ち上げる[注 438]。
- エマ・ミルスティンがエリンの里に一時帰省し、ローゼリア、ヴィータ・クロチルダ、セリーヌとともに白霊窟に入り、母イソラの遺したメッセージを受け取る[注 439]。

（1206年・時期不明）
- リベール王国が高速巡洋艦《アルセイユII》を建造する[283][注 440]。

#### 1207年: 『創』
1月
- カルバード共和国でロイ・グラムハートが第23代大統領に就任[284][285]。帝国から得ていた巨額の賠償金を着任早々に国民に還元し、高い支持を得る[285]。
- エレボニア帝国で遊撃士協会が地位を取り戻し、各地の支部が再開される[注 441]。

1月 - 2月前半
- エリュシオンが限定式収束未来演算の結果、リィン・シュバルツァーのあり得たかもしれない可能性の一つとしてイシュメルガ＝リィンをイシュメルガの底知れぬ悪意とともに読み取ってしまう[287][注 442]。
  - エリュシオンはイシュメルガの悪意に侵蝕されて暴走し、管理者人格のラピスを追い出そうとする[287]。システムに消される寸前まで追い詰められたラピスは最後に一度だけ「限定式収束未来演算」を使って対策を導き出し、自身をシステムから切り離してヨルグ・ローゼンベルクの下に転送し、体の製作と後に現れるであろう《C》を名乗る者に届けるよう依頼する[266]。
- エリュシオンによる因果律への走査を検知したことで、因果律記述機関《AZOTH》が再起動する[注 443]。
  - 再起動した時点でエリュシオンはすでに不可能因果の再現を大規模な形で進行させていたため、《AZOTH》は特例措置として自らが管理する因果を司る高位位相空間に《夢幻回廊》を構築する[289]。
- ティータがオーバルギアIVの試作機を完成させるが、バラッド侯の飛行艇を救出した際に大破させ、“新型重力機関”はエンペラーによって持ち去られて紛失する[281]。
- 《黒の工房》が残した問題を解決するための対策チームが活動を終える[280][注 444]。
- ジンゴが飛行艇を入手し、《アルゴー号》と命名する[278][注 445]。

2月
- 14日（クロスベル解放作戦）
  - クロスベル市で、特務支援課を含むクロスベル警察、クロスベル警備隊ら有志により《クロスベル解放作戦》が行われる[282]。（「創の軌跡」始点）
  - リハビリを終えたイリア・プラティエが劇団《アルカンシェル》に復帰し[286][注 446]、衛士隊への陽動として《幾千万の夜を超えて》の特別公演（ゲリラ公演）を行う[282][注 447]。
  - 帝国臨時政府からの逮捕委任状を受けた特務支援課がオルキスタワーに突入し、衛士隊と交戦し、17時14分に逮捕に成功する[282]。これにより、2ヶ月半に渡って続いた衛士隊によるクロスベル市の占拠が終わる[282]。（クロスベル解放）
    - 衛士隊はクロスベルに拘留された後、帝国のオーロックス砦に移送される。
- 17日、マキアス・レーグニッツら司法監察院の監察官がエレボニア帝国からクロスベル市に派遣され、監察業務を始める[注 448]。
- ラインフォルト社がクロスベル支社ビルの所有権を放棄し、IBCに引き渡したことにより、同建物が「IBCビル」に改称される[注 449]。
  - ラインフォルト社はクロスベルにおける事業を縮小し[291]、同ビルにはZCF、ヴェルヌ社などの支部も参入することになる[286]。
- 18日、ワジ・ヘミスフィアとヴァルド・ヴァレスが一時的にクロスベルに帰郷する[292][注 450]。
- 20日、クロスベル警察特務支援課が分室ビルに戻り、再始動する[291]。同日、ミシュラムワンダーランドで発生した真・メカみっしぃの暴走事故を解決[291]。
- 21日、ランディ・オルランドがリーブスのトールズ士官学院・第II分校に戻る[291][293]。
- スウィン・アーベルとナーディア・レインがトランクを《C》に届けるようヨルグ・ローゼンベルクから依頼を受ける[294][295]。
- スウィン・アーベルとナーディア・レインがクロスベル入りし、リーシャ・マオと面識を得る[265]。その後、運搬を依頼されていたトランクをかつてのローゼンベルク工房で回収してエレボニア帝国に向かう[265]。
- 末、新旧VII組らが《黒の工房》跡地に赴き、残されていた予備の素体を使ってミリアム・オライオンを実体化させる[277][注 451]。

3月
- 3日、オリヴァルト・ライゼ・アルノールとシェラザード・ハーヴェイが結婚する[277][297][298]。
- 4日、帝都ヘイムダルの帝都競馬場で武術大会が開かれる[299]。
- リィン・シュバルツァーがティルフィング開発計画に参加を始める[300][注 452]。
- ブライト家の4人が家族旅行で温泉郷ユミルを訪れる[注 453]。
- 6日、ミリアム・オライオンらがフランツ・ラインフォルトが用意していた《黒の工房》の隠し区画でアガートラムを復活させる[296]。
- ユウナ・クロフォード、クルト・ヴァンダール、ミュゼ・イーグレットが、聖アストライア女学院で発生していた古代遺物《救済の指輪》による昏睡事件を解決する[注 454]。
- エンペラーがTMP司令所に侵入し、大戦で使われた兵器群のクロスベルからの撤収計画に関連する記録を盗む[303][注 455]。
  - 後日、サラ・バレスタインとシャロン・クルーガーがクレア・リーヴェルトから“見えない男”の調査を依頼される[注 456]。
- レクター・アランドールが襲撃を受ける[注 457]。
- リィン専用のティルフィングSが用意される[注 458]。
- メアリー・アルトハイムとウォレス・ヴァルディアスが見合いをする[注 459]。
- 9日、帝都ヘイムダルにてトールズ士官学院の第220期生が同窓会を行い、その後、クロウ・アームブラストはジュライ特区に戻る[293]。
- 10日頃、《カレイジャスII》で新婚旅行に旅立ったオリヴァルト皇子とシェラザードと同乗していた乗組員全員が行方不明になる[279][注 460]。
  - マテウスがユーゲントIII世から極秘任務として捜索を依頼され、門弟たちとともに捜索を始める[279]。
- トールズ士官学院・第II分校で修学祭が催される[注 461]。
  - 同日、アッシュ・カーバイドが第II分校の初代生徒会の会長に指名される[306]。
- トワ・ハーシェルが次年度からトールズ士官学院・第II分校の主任教官となることが決まる[293]。その人事に伴い、次年度からイサラ・アーヴィングが主計科教官として赴任することとなる[293]。
- 14日、オーロックス砦が《黒の衛士》たちに襲撃され、地下に拘置されていたクロスベルの旧衛士隊を脱獄させる[307]。
  - 《黒の衛士》たちは同地に収監されていたルーファス・アルバレアを抹殺しようとするが返り討ちにあい、情報を引き出したルーファスは独自に脱獄する[307][注 462]。
- 15日
  - クレア・リーヴェルトの招待によりリィン・シュバルツァーら新VII組が温泉郷ユミルを訪れ、マテウス・ヴァンダールからオリヴァルト皇子捜索への協力を依頼される[305]。
  - 午後2時、クロスベル市にて、クロスベル自治州の再独立調印式が行われたが、ルーファス・アルバレアと黒い衛士隊による襲撃を受け、クロスベルは再占領される[286]。（《クロスベル再事変》の始まり）
    - ルーファスは《クロスベル統一国》の成立を宣言し、自身は「総統」を名乗る[286][279]。
    - 特務支援課は撤退を強いられ、クロスベル各地に散り散りとなる[304]。

  - 《新生帝国解放戦線》の《C》を名乗る人物がオリヴァルト皇子夫妻を誘拐したことを帝国軍情報局に対して声明する[279]。
  - 夜、オーロックス渓谷道で《C》がスウィンとナーディアの持っていたトランクを受け取る[294]。同時にスウィンとナーディアを雇い、トランクの中身であるラピス・ローゼンベルクも加えて《新生帝国解放戦線》を結成する[294]。
- 16日、クロスベル統一国政府がクロスベル警察と警備隊の権限を停止する[308]。
- 17日
  - 《C》らが帝都に潜入する[295]。
  - 負傷したロイド・バニングスが目を覚ます[304]。
  - エリュシオンによって引き起こされている事態に対応するため、《AZOTH》は《黒の幻夢鏡》と名乗ってロイドとリィンに《真・夢幻回廊》に入るための鏡を送り、彼らを呼び込む[304][309]。
  - 夜、帝都のヒンメル霊園で新旧Ⅶ組の一部と《新生帝国解放戦線》が交戦、リィンらは《C》の正体がルーファスであることを知る[309][295][注 463]。
- 18日、帝都でクーデター未遂事件に加担していた者たちが摘発される[305]。
- 19日
  - ローゼンベルク工房跡を調査するため、《C》らがクロスベル市に潜入する[307]。
  - 昼、《C》から得た情報をもとにリィンらはノルド高原で調査にあたり、オリヴァルト皇子夫妻を乗せたカレイジャスIIとその乗組員たちを発見し、救出する[305]。8番目の騎神が現れる。
  - 《AZOTH》が《C》にも鏡を送り、《C》一行を《真・夢幻回廊》に招く[307]。
  - ロイドらがクロスベル自治州のラインフォルト社工場跡に潜入し、模倣擬態（シミュラクラ）の存在などを知る[310]。
- 21日
  - 昼頃、霊窟と精霊の道を使って、新旧VII組、ローゼリア、シュミットがクロスベルの湿地帯に転移する[311]
  - 《C》一行が拘置所に潜入し、イアン・グリムウッドとの接触に成功する[266]。エリュシオンの存在が明かされ、ラピスは失っていた記憶を完全に取り戻す。
  - ルーファス・アルバレア総統が大陸全土に向けて演説し、エレボニア帝国とカルバード共和国に統一国への参加表明を要求する[311][312]。
  - 夕方、リィン・シュバルツァーらが《響きの貝殻》を取り戻し、通信妨害を停止させ、ロイド・バニングスに連絡を取る[311][312]。《C》らが通信に加わり、エリュシオンに関する情報が共有される。
- 22日
  - 10:00、クロスベル市解放作戦が始まる。
  - 12:00、クロスベル市が統一国政府から奪還される[313]。
    - 作戦成功の直後、統一国政府が密かに建造していた《逆しまのバベル》の光学迷彩が解除され、エルム湖上にその姿を現し、《天の雷（）》によって帝国最西端のジュノー海上要塞を消滅させる[287]。統一国に賛同しない国には《天の雷》による攻撃をくわえると宣言するルーファス総統の映像が各国に流される[287]。

  - 15:00、《創の翼作戦（）》が始まる[283]。
  - 17:00、《逆しまのバベル》が《天の雷》を自身に向けて発射し、消滅する[287]。（《クロスベル再事変》の終結）
- 末、クロスベル自治州がアルテリア法国の承認の下、再独立を遂げる[注 464]。
- 末、クロスベル警察特務支援課、トールズ士官学院新旧VII組、ルーファス・アルバレア一行らが《真・夢幻回廊》に再び取り込まれる[注 465]。

9月
- エレイン・オークレールがA級遊撃士に昇格する[316][注 466]。

（1207年・時期不明）
- ヴェルヌ社が次世代戦術オーブメント（第6世代戦術オーブメント）『Xipha』の独自開発を発表し、エプスタイン財団との共同開発を一方的に打ち切る[317][注 466]。
- ヴァン・アークライドがアークライド解決事務所を開設する。

#### 1208年: 『黎』
1月
- シュバルツァー一家が家族旅行でカルバード共和国東端の龍來を訪れる[318][注 466]。

4月
- レン・ブライトがジェニス王立学園から交換留学制度でカルバード共和国のアラミス高等学校に編入する[317][注 466]。

8月
- 27日
  - ヴァン・アークライドがアニエス・クローデルの依頼を受け、オクト・ゲネシスの一つを入手する（「黎の軌跡」始点）。この過程で、ヴァン・アークライドが《魔装鬼》グレンデルに初めて変身する。
  - ジャコモ・コンテがアルマータの構成員に殺害される。